# Guerre de Boshin
Batailles
- Bataille de Toba-Fushimi
- Bataille d'Awa
- Chute du château d'Osaka
- Bataille de Kōshū-Katsunuma
- Bataille du château d'Utsunomiya
- Bataille d'Ueno
- Chute d'Edo
- Bataille de Hokuetsu
- Bataille de la passe de Bonari
- Bataille d'Aizu
- Bataille de Noheji
- Bataille de la baie de Miyako
- Bataille de Hakodate
- Bataille de la baie de Hakodate

Carte montrant le déroulement de la guerre de Boshin (1868-1869). Les domaines de Satsuma, Chōshū et Tosa (en rouge) joignent leurs forces pour vaincre l'armée shogunale à la bataille de Toba-Fushimi puis prendre progressivement le contrôle du reste du Japon jusqu'à leur victoire finale à Hokkaidō contre l'amiral Enomoto.

La guerre de Boshin (戊辰戦争, Boshin sensō), parfois appelée révolution japonaise ou guerre civile japonaise, est un conflit armé qui oppose de 1868 à 1869 les forces du shogunat Tokugawa à une coalition cherchant à s'emparer du pouvoir politique au nom de la cour impériale.
La guerre trouve son origine dans le mécontentement d'un grand nombre de nobles et de jeunes samouraïs vis-à-vis du traitement des étrangers par le shogunat depuis l'ouverture du Japon à l'extérieur au cours de la décennie précédente. L'influence croissante de l'Occident dans l'économie a entraîné un déclin similaire à celui des autres pays asiatiques de l'époque. Une alliance de fonctionnaires impériaux et de samouraïs occidentaux, en particulier les domaines de Chōshū, Satsuma et Tosa, s'assure le contrôle de la Cour impériale et place le jeune empereur Meiji sous son influence. Tokugawa Yoshinobu, le shogun en titre, prenant conscience de l'inanité de sa situation, abdique et remet le pouvoir politique à l'empereur. En agissant ainsi, Yoshinobu espère que le clan Tokugawa sera préservé et pourra participer au nouveau gouvernement.
Cependant, des manœuvres des troupes impériales, des épisodes de violence partisane à Edo et un décret impérial soutenu par Satsuma et Chōshū abolissant le clan Tokugawa poussent Yoshinobu à lancer une campagne militaire dans le but de prendre le contrôle de la cour impériale à Kyoto. Les combats tournent rapidement en faveur de la faction impériale, aux troupes moins nombreuses mais plus modernes, et, après une série de batailles qui s'achève par la capitulation d'Edo, Yoshinobu se rend. Les partisans du shogunat se replient dans le Nord de Honshū et, plus tard, à Hokkaidō où ils fondent l'éphémère république d'Ezo. Ce dernier obstacle est brisé par les forces impériales à la bataille de Hakodate en 1869, laissant l'empereur maître de tout le Japon et mettant fin à la phase militaire de la restauration de Meiji.
Environ 69 000 hommes sont mobilisés pendant le conflit et 8 200 d'entre eux sont tués. En fin de compte, la faction impériale victorieuse abandonne son projet d'expulsion des étrangers du Japon et soutient plutôt une politique de modernisation continue en vue d'une éventuelle renégociation des traités inégaux avec les puissances occidentales. Sur l'insistance de Saigō Takamori, figure influente du camp impérial, les partisans des Tokugawa bénéficient de la clémence du nouveau régime et un grand nombre d'anciens dirigeants du shogunat et de samouraïs se voient plus tard confier des responsabilités gouvernementales.
Lorsque la guerre de Boshin commence, le Japon entame déjà sa modernisation, suivant un chemin similaire à celui des nations occidentales industrialisées. Étant donné que les puissances occidentales, en particulier le Royaume-Uni et la France, sont étroitement impliquées dans la politique du pays, l'installation du pouvoir impérial trouble davantage le conflit. Avec le temps, la guerre de Boshin est romancée comme une « révolution sans effusion de sang » en raison du nombre peu élevé de victimes au regard de la taille de la population japonaise. Cependant, un nouveau conflit éclate bientôt au sein du camp impérial entre les samouraïs occidentaux et les modernistes, qui débouche sur la plus sanglante rébellion de Satsuma.

## Étymologie
En japonais, boshin (戊辰) est le nom de la cinquième année d'un cycle sexagésimal dans les calendriers traditionnels d'Asie de l'Est. Bien que la guerre ait duré plus d'un an, le terme fait référence à l'année où elle a commencé. Les caractères 戊辰 peuvent aussi être lus tsuchinoe-tatsu et signifient alors « grand frère du dragon terrestre ». En chinois, ils désignent le « dragon terrestre yang », qui est associé à cette année du cycle sexagésimal. La guerre est déclenchée au cours de la quatrième année de l'ère Keiō, qui devient également la première année de l'ère Meiji en octobre, et prend fin pendant la deuxième année de l'ère Meiji.

## Contexte politique

### Insatisfaction vis-à-vis du shogunat

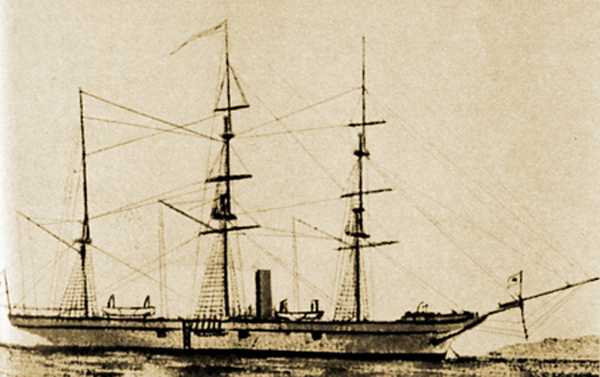
Le Kanrin Maru, premier navire de guerre à vapeur et à hélices du Japon, en 1855, dont la commande témoigne des premiers efforts de modernisation du shogunat sous la pression des puissances occidentales.

Avant 1854, pendant deux siècles, le Japon s'en tient à un isolationnisme strict, limitant toutes les interactions avec les puissances étrangères, à l'exception notable de la Corée, via l'île de Tsushima, de la Chine des Qinq, via les îles Ryūkyū, et des Néerlandais, via le comptoir commercial de Dejima. En 1854, une expédition de l'United States Navy commandée par le commodore Matthew Perry contraint par la menace le Japon à s'ouvrir au commerce mondial. S'ensuivent un développement du commerce extérieur et une occidentalisation rapides. En raison, en grande partie, des conditions humiliantes incluses dans les traités inégaux, ainsi que sont nommés les accords comme ceux que Perry a signés, le shogunat Tokugawa se retrouve bientôt confronté, à l'intérieur du pays, à une coalition de mécontents réunis autour du slogan sonnō jōi (尊王攘夷, « révérer l'empereur, expulser les barbares »).
L'empereur Kōmei partage ces sentiments et, rompant avec une longue tradition impériale, s'efforce de jouer un rôle actif dans les affaires d'État. Lorsque l'occasion se présente, il proteste vigoureusement contre les traités et tente d'interférer dans la succession shogunale. Ses efforts culminent avec l'ordre d'expulser les barbares qu'il émet en mars 1863. Bien que le shogunat n'ait aucune intention de l'appliquer, l'édit inspire néanmoins des attaques contre le shogunat lui-même et contre les étrangers, tel l'incident de Namamugi qui voit un ressortissant britannique, Charles Lennox Richardson, se faire tuer par des samouraïs et pour lequel le gouvernement shogunal est contraint de payer une indemnité de 100 000 livres sterling. Parmi d'autres attaques, des navires étrangers sont bombardés dans le port de Shimonoseki.
Durant l'année 1864, les puissances étrangères lancent plusieurs expéditions punitives : les Britanniques bombardent Kagoshima et une coalition de plusieurs pays attaque Shimonoseki. Au même moment, les forces du domaine de Chōshū, renforcées de rōnin, provoquent la rébellion des portes Hamaguri en essayant de s'emparer de la ville de Kyoto, où se trouvent l'empereur et sa cour, mais elles sont repoussées par les troupes shogunales sous les ordres de Tokugawa Yoshinobu. De surcroît, le shogunat ordonne une première expédition de représailles contre Chōshū et obtient sa soumission sans véritable combat. À ce stade, la résistance initiale des seigneurs de Chōshū et de la cour impériale s'affaiblit mais, au cours de l'année suivante, comme la plupart des daimyos commencent à désobéir aux ordres et à ignorer les demandes du gouvernement shogunal sis à Edo, les Tokugawa ne parviennent pas à rétablir leur autorité dans tout le pays.

### Aides militaires étrangères

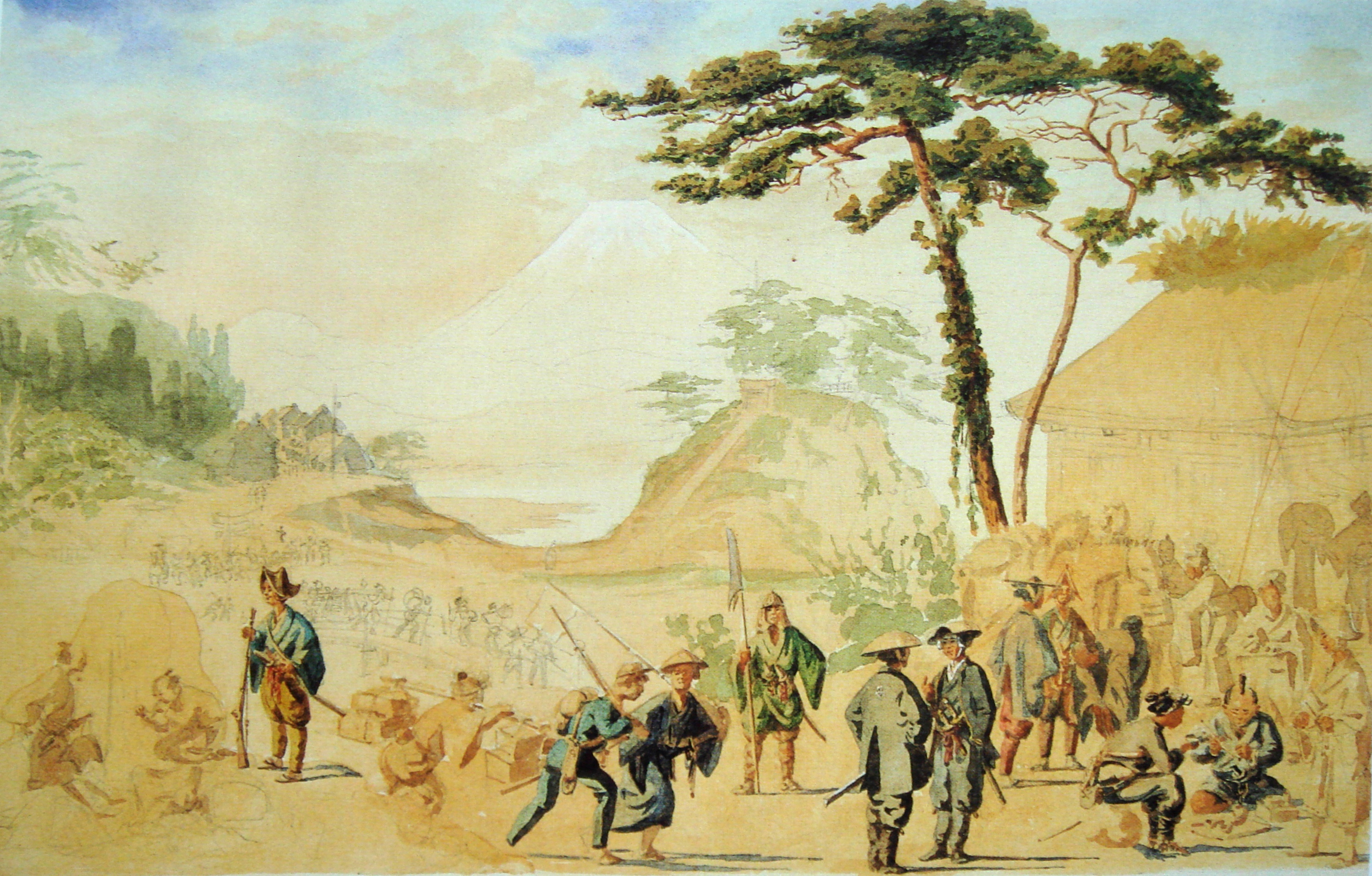
Troupes shogunales près du mont Fuji en 1867. Cette peinture du militaire français Jules Brunet montre leur équipement éclectique, mêlant armes japonaises et occidentales.

À partir de 1865, le shogun cherche à obtenir l'aide de la France pour armer et entraîner ses troupes. Léon Roches, consul général de France, soutient les réformes militaires du shogunat dans l'espoir de renforcer l'influence française et de faire du Japon un État client. Cela pousse les Britanniques à envoyer leur propre mission militaire pour rivaliser avec les Français.
Malgré le bombardement de Kagoshima, le domaine de Satsuma se rapproche des Britanniques et entreprend de moderniser son armée et sa marine avec leur appui,. L'homme d'affaires écossais Thomas Blake Glover fournit des navires et des armes en grande quantité aux domaines méridionaux. Des experts américains et britanniques, souvent d'anciens officiers, sont possiblement impliqués dans ces préparatifs militaires. Harry Smith Parkes, ambassadeur du Royaume-Uni, soutient les opposants au shogunat dans l'objectif d'établir un gouvernement central sous l'égide de l'empereur et de faire obstacle à l'influence française. Durant cette période, plusieurs dirigeants du Sud du Japon comme Saigō Takamori de Satsuma ou Itō Hirobumi et Inoue Kaoru de Chōshū, tissent des liens personnels avec les diplomates britanniques, en particulier Ernest Mason Satow. Le Royaume-Uni assiste le domaine de Satsuma dans la modernisation de sa marine de guerre et ce dernier devient le deuxième plus gros acheteur de navires occidentaux — la plupart de fabrication britannique — après le shogunat lui-même. Après la guerre de Boshin, la marine impériale japonaise, dominée par les samourais de Satsuma, sollicitera fréquemment l'assistance du Royaume-Uni.
En prévision d'un futur conflit, le shogunat modernise également ses forces. Conformément à la stratégie de Parkes, les Britanniques, auparavant les principaux partenaires étrangers du shogunat, se montrent réticents à apporter leur aide. Les Tokugawa sont donc amenés à se reposer principalement sur l'expertise française, confortés dans leur choix par le prestige militaire de Napoléon III après ses victoires dans la guerre de Crimée et la Seconde Guerre d'indépendance italienne.
Le shogunat avance de manière non négligeable dans son projet de bâtir une puissante armée moderne : une force navale, comprenant un noyau de huit navires de guerre à vapeur, a été constituée en quelques années et compte parmi les plus importantes d'Asie. En 1865, le premier arsenal naval moderne du Japon est construit à Yokosuka sous la direction de l'ingénieur français Léonce Verny. En janvier 1867, une mission militaire française arrive dans l'archipel pour réorganiser l'armée shogunale et créer un corps d'élite, le denshūtai. En outre, un contrat est signé avec les États-Unis pour l'achat du CSS Stonewall, un navire cuirassé construit par la France sur commande des États confédérés d'Amérique pendant la guerre de Sécession. Cependant, arguant de la neutralité affichée des puissances européennes, Washington refuse de livrer le bâtiment et, lorsque leur neutralité est levée, le Stonewall est finalement obtenu par la faction impériale qui l'engage dans ses opérations navales sous le nom de Kōtetsu (甲鉄, litt. « cuirassé »).

### Coups d'État

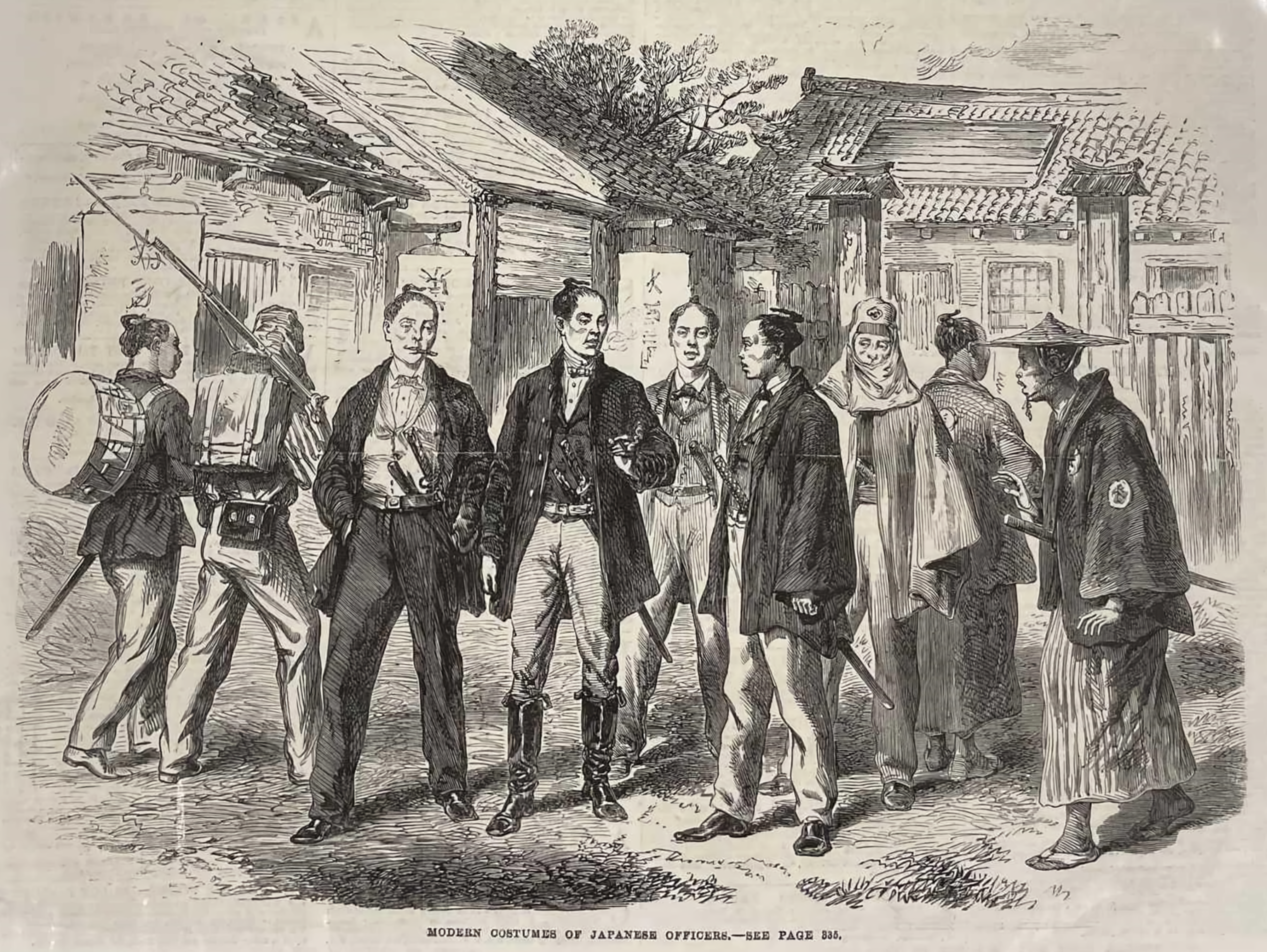
Samouraïs portant des habits occidentaux.

Localisation des principaux clans à l'origine de la guerre de Boshin.
Domaine de Chōshū
Domaine de Saga
Domaine de Tosa
Domaine de Satsuma

À la suite d'un coup d'État dans le domaine de Chōshū à l'issue duquel la faction la plus radicalement opposée au shogunat reprend le pouvoir, ce dernier annonce le lancement d'une seconde expédition punitive contre le domaine renégat. La menace de représailles pousse Chōshū à conclure une alliance secrète avec Satsuma. L'expédition punitive est un échec : le shogunat est vaincu par Chōshū et son autorité s'en trouve considérablement réduite. Toutefois, à la fin de l'année 1866, le shogun Tokugawa Iemochi puis l'empereur Kōmei meurent l'un après l'autre, laissant respectivement le pouvoir à Tokugawa Yoshinobu et à l'empereur Meiji. Ces événements, selon les mots de l'historien Marius Jansen, « rendent une trêve inévitable ».
Le 9 novembre 1867, Chōshū et Satsuma émettent un ordre secret au nom de l'empereur, exigeant le « massacre du perfide sujet Yoshinobu ». Peu avant cela, cependant, sur la proposition du daimyo de Tosa, Yoshinobu abdique et se place sous l'autorité de l'empereur, consentant à « être l'instrument qui exécutera » les ordres impériaux. Cet accord met fin au shogunat Tokugawa,.
Bien que l'abdication de Yoshinobu laisse formellement le pouvoir vacant au plus haut niveau du gouvernement, l'appareil d'État shogunal ne cesse pas pour autant d'exister. Le gouvernement shogunal et, en particulier, la famille Tokugawa, restent des forces de premier plan dans un ordre politique japonais en mutation et conservent de nombreux pouvoirs exécutifs,. Satow émet l'hypothèque que Yoshinobu a accepté qu'une assemblée de daimyos soit réunie dans l'espoir que celle-ci le rétablisse dans ses fonctions, une perspective que Chōshū et Satsuma, partisans d'une ligne dure contre le shogun, jugent intolérables. Le conflit atteint un point critique lorsque, le 3 janvier 1868, la faction radicale s'empare du palais impérial de Kyoto et, le lendemain, obtient de l'empereur Meiji, âgé de quinze ans, qu'il annonce la restauration de ses pleins pouvoirs. Bien que la majorité des participants à l'assemblée consultative impériale, représentant tous les domaines féodaux, soit satisfaite de cette déclaration et se montre plutôt favorable à ce que la cour impériale continue par ailleurs à collaborer avec les Tokugawa — en accord avec le concept de « gouvernement juste » (公議政体, kōgiseitai) —, Saigō Takamori recourt à la menace pour pousser l'assemblée à abolir le titre de shogun et ordonner la confiscation des terres de Yoshinobu.
Yoshinobu accepte dans un premier temps de se soumettre à ces exigences mais, le 17 janvier 1868, il fait volte-face, refuse les conditions de la proclamation impériale et appelle à son abrogation. Le 24 janvier, il résout de marcher sur Kyoto, toujours occupée par les forces de Satsuma et Chōshū, et ordonne les préparatifs. Sa décision est notamment motivée par la nouvelle d'une série d'incendies volontaires à Edo, à commencer par celui des fortifications extérieures du château d'Edo, résidence principale des Tokugawa. Ces incidents sont attribués à des rōnin de Satsuma, qui ont attaqué ce jour-là des locaux du gouvernement. En réponse, les troupes du shogun prennent d'assaut la résidence du daimyo de Satsuma à Edo où, suivant les instructions de Saigō, de nombreux opposants au shogunat se cachent et planifient leurs actions. La résidence est brûlée et un grand nombre d'opposants sont tués ou ultérieurement exécutés.

## Armes et uniformes
Les armées de Chōshū et de Satsuma, largement modernisées, sont équipées de canons Armstrong, de fusils Minié et de mitrailleuses Gatling,. De leur côté, les forces propres du shogunat accusent un léger retard en matière d'équipement, bien que la mission militaire française vienne d'achever la formation d'une unité d'élite. Comme le shogun s'appuie également sur les troupes des domaines alliés aux Tokugawa, dont l'équipement et les méthodes n'ont pas nécessairement progressé au même degré, son armée est un assemblage hétérogène d'éléments modernes et archaïques,.

### Armes individuelles

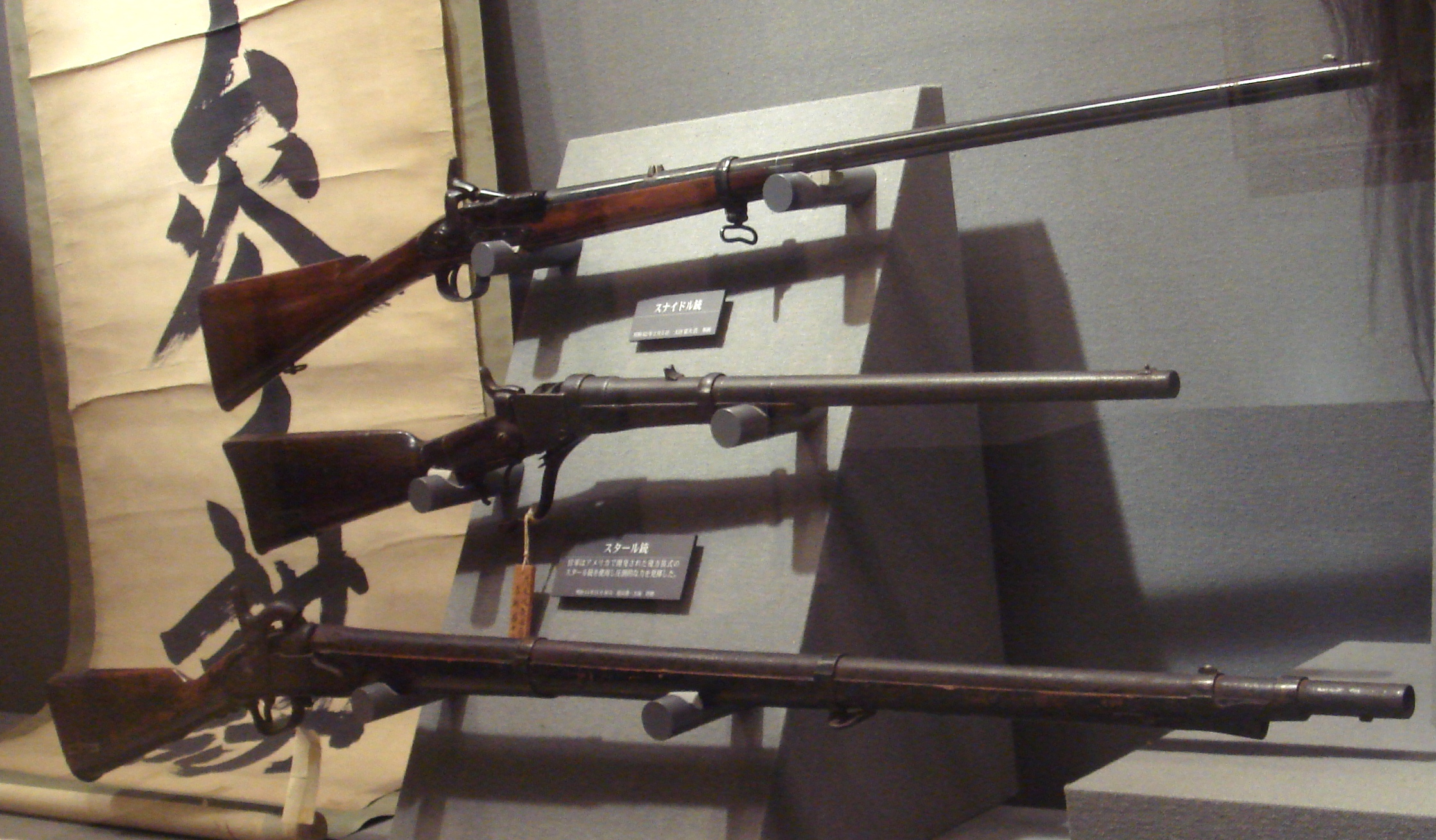
Armes à feu de la guerre de Boshin : de haut en bas, un fusil Snider, une carabine Starr et un mousquet.

De nombreux types de mousquets et de fusils à âme lisse plus ou moins modernes ont été importés, en provenance de pays aussi variés que la France, l'Allemagne, les Pays-Bas, la Grande-Bretagne et les États-Unis, et coexistent avec des armes à feu traditionnelles telles que les arquebuses tanegashima. L'essentiel des troupes shogunales est équipé de mousquets à âme lisse, dont près de 200 000 ont été importés au Japon au fil du temps depuis le début du XVIIe siècle.
Les premières armes à feu modernes sont importées des Pays-Bas dans les années 1840 sous l'impulsion du réformiste et partisan de la modernisation à l'occidentale Takashima Shūhan,. Le daimyo de Nagaoka, cependant, allié des Tokugawa, possède deux mitrailleuses Gatling et plusieurs milliers de fusils modernes,. En outre, le shogunat a passé commande de 30 000 fusils Dreyse modernes en 1866. Napoléon III a fourni à Yoshinobu 2 000 fusils Chassepot de dernière génération, dont le shogun a équipé sa garde personnelle. Néanmoins, l'usage de tanegashima désuets par l'armée shogunale est aussi documenté.

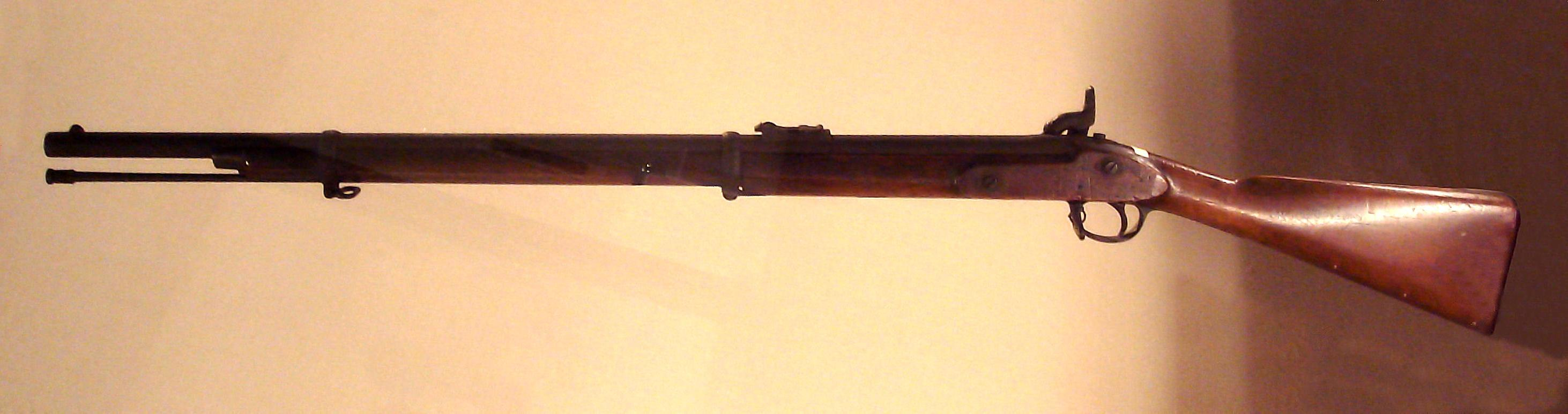
Fusil Minié de fabrication britannique ayant servi dans le conflit.

Les troupes impériales se servent principalement de fusils Minié, qui sont plus précis, létaux et dont la portée est plus grande que les mousquets à âme lisse importés bien que, chargés également par la bouche, ils soient limités de la même manière à deux tirs par minute. Des fusils à chargement par la culasse améliorés, comme le Snider, qui peut atteindre une cadence de dix tirs par minute, sont utilisés par l'armée de Chōshū contre les samouraïs d'élite du shōgitai à la bataille d'Ueno en juillet 1868. Dans la seconde moitié du conflit, les troupes de Tosa font usage de fusils à répétition Spencer, de fabrication américaine, sur le front nord-est. Les armes de poing américaines, comme le Smith & Wesson modèle no 2 importé au Japon par Glover et adopté par l'armée de Satsuma, se retrouvent également en nombre dans l'arsenal des belligérants.

### Artillerie

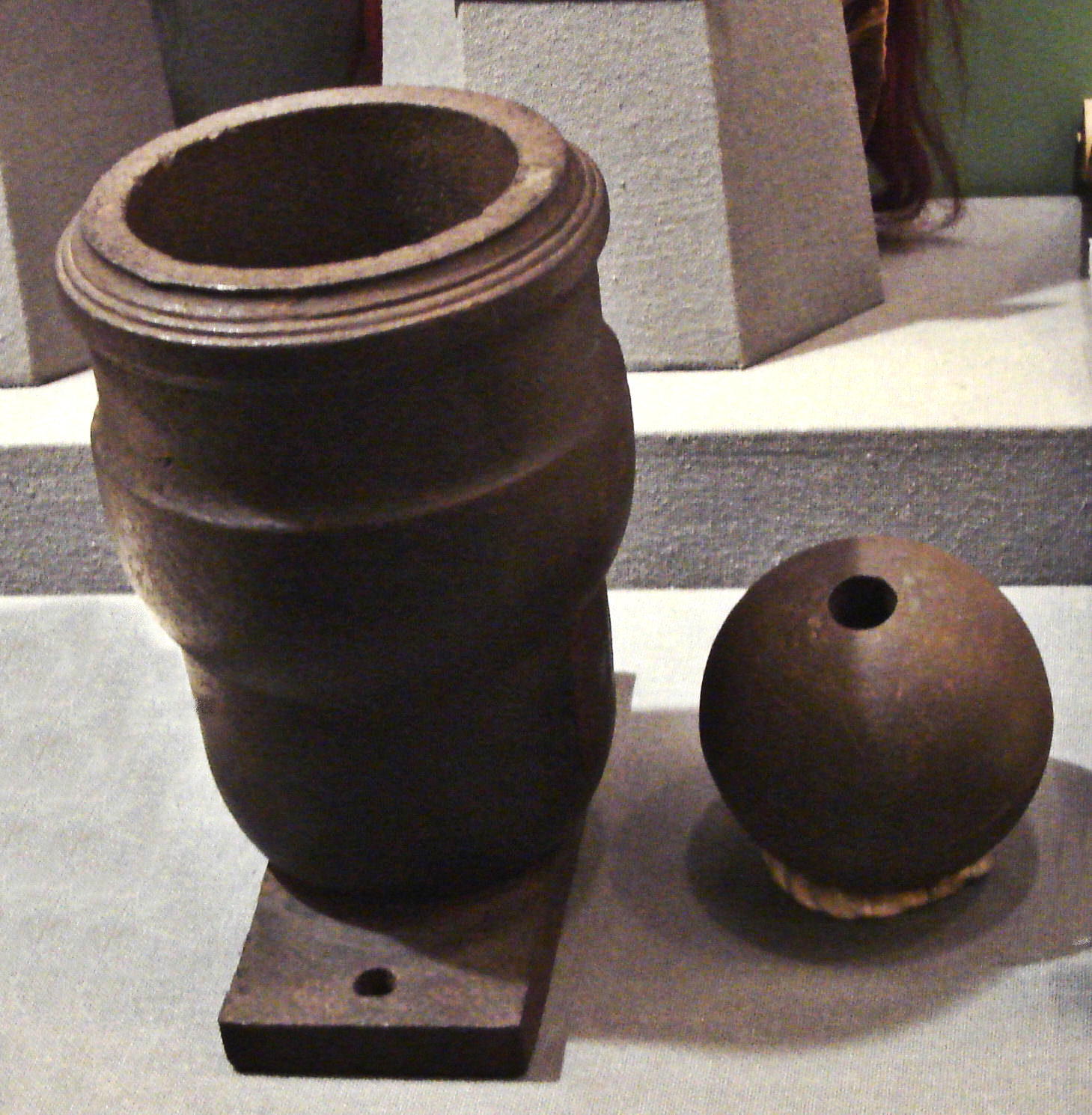
Un mortier de l'époque et son obus.

En matière d'artillerie, des canons de bois, ne pouvant tirer plus d'une demi-douzaine de boulets en pierre sans voler en éclats, et des canons côtiers en bronze, vieux et peu manœuvrables, coexistent avec des pièces d'artillerie modernes. Ces dernières sont d'abord importées mais les manufactures du shogunat ou des grands domaines parviennent bientôt à assurer leur propre production, le Japon fabriquant au demeurant des pièces d'artillerie depuis au moins 1575. Le domaine de Saga, par exemple, acquiert en 1863 des canons rayés britanniques de type Armstrong, en acier, qui se chargent par la culasse, et commence à en produire l'année suivante. À la même époque, le fief de Satsuma décide d'acheter 80 pièces du même type pour renouveler ses défenses côtières après le bombardement de Kagoshima.

### Navires de guerre
De manière similaire, dans le domaine maritime, certains des cuirassés les plus récents, comme le Kōtetsu, cohabitent avec des types de bateaux à vapeur plus anciens voire des voiliers traditionnels,. Le shogunat a initialement l'avantage sur le plan naval et souhaite le renforcer en achetant le Kōtetsu. Cependant, une fois la guerre déclenchée, la livraison du navire est bloquée par les puissances étrangères sous prétexte de neutralité et il échoit finalement à la faction impériale peu après la bataille de Toba-Fushimi.

### Uniformes
Les soldats des unités modernisées portent des uniformes de style occidental, généralement sombres, avec des casques de formes diverses : hauts et coniques pour Satsuma, plats et coniques pour Chōshū, arrondis pour l'armée shogunale. Les officiers du shogunat revêtent souvent des uniformes français ou britanniques. En revanche, les combattants des unités traditionnelles conservent leur tenue de samouraï. Une partie des troupes impériales sont reconnaissables à leurs perruques d'« ours », un couvre-chef particulier fait de longs poils de yack teints et maintenu par une sangle passant sous le menton. Les perruques d'« ours rouge » (赤熊, shaguma), d'« ours blanc » (白熊, haguma) et d'« ours noir » (黒熊, koguma) signalent respectivement les officiers de Tosa, Chōshū et Satsuma.

## État des forces

### Forces shogunales

#### Sanpeitai
Le sanpeitai (撒兵隊, « corps de garde ») est le résultat d'une entreprise de modernisation plus vaste dans laquelle le shogunat s'est lancé d'après un plan proposé par un groupe d'anciens élèves de deux écoles de samouraïs en 1862. L'objectif est de constituer une armée permanente en levant des troupes sur les terres personnelles (天領, tenryō) du shogun et, en vertu du devoir d'assistance des daimyos envers leur suzerain, dans les domaines seigneuriaux. Cette armée, connue également sous le nom de shin'ei jōbigun (親衛常備軍, « garde permanente »), est censée atteindre un effectif de 13 625 hommes, dont 8 300 fantassins (2 000 avec fusils), 1 068 cavaliers (900 avec fusils), 4 890 artilleurs équipés de 48 canons de campagne de huit livres et de 52 canons de siège de seize livres et, parmi eux, 1 406 officiers. Elle doit être composée pour moitié de seishi (samouraïs les plus riches) et pour moitié de kashi (samouraïs les plus modestes), âgés de 17 à 45 ans, recrutés pour un service de cinq ans et répartis en bataillons, compagnies et pelotons de 600, 120 et 40 hommes respectivement. Les daimyos peuvent se soustraire à l'obligation d'envoyer des soldats en contribuant aux achats d'armes à feu ou en fournissant du riz pour nourrir les troupes, deux choses dont le shogunat a grandement besoin.
Cette réorganisation est rapidement compromise par les domaines seigneuriaux qui accueillent avec réticence les demandes militaires et financières du gouvernement shogunal. Par une ironie du sort, Satsuma est dans ce nouveau système le domaine à envoyer le plus d'hommes avec 4 800 fantassins, 100 cavaliers et 100 artilleurs pour manœuvrer 8 canons. En 1863, le shogun ouvre le recrutement aux roturiers mais, malgré cela, le sanpeitai ne compte encore en 1867 que 5 900 fantassins. Pour augmenter les effectifs, le shogun lève cinq régiments de tirailleurs (遊撃隊, yūgekitai) puis dissout deux corps de garde et adjoint leurs 1 500 hommes à la nouvelle armée.

#### Autres unités
Cherchant à moderniser son armée, le shogunat recrute dix-sept officiers français en 1867. Ces derniers forment 900 soldats qui sont ensuite rassemblés dans un corps d'élite, le denshūtai (伝習隊). Les instructeurs français apportent 3 000 chassepots et 12 pièces d'artillerie avec eux. Trois écoles militaires distinctes sont établies pour l'infanterie, l'artillerie et la cavalerie avec une formation réduite au génie militaire. Les Français introduisent également l'usage de la carabine et de la lance dans la cavalerie. Il est originellement prévu que les membres du denshūtai soient dispersés parmi les multiples unités de l'armée shogunale pour les former et les réorganiser mais le déclenchement de la guerre de Boshin interrompt le processus.
Le shogun dispose en outre d'une milice spéciale de 302 samouraïs dévoués à sa cause, le shinsengumi (新選組), et, vers la fin de la guerre, un certain nombre de marins de la flotte shogunale sont déployés à terre pour renforcer l'infanterie à Hokkaidō.

### Forces impériales

#### Satsuma

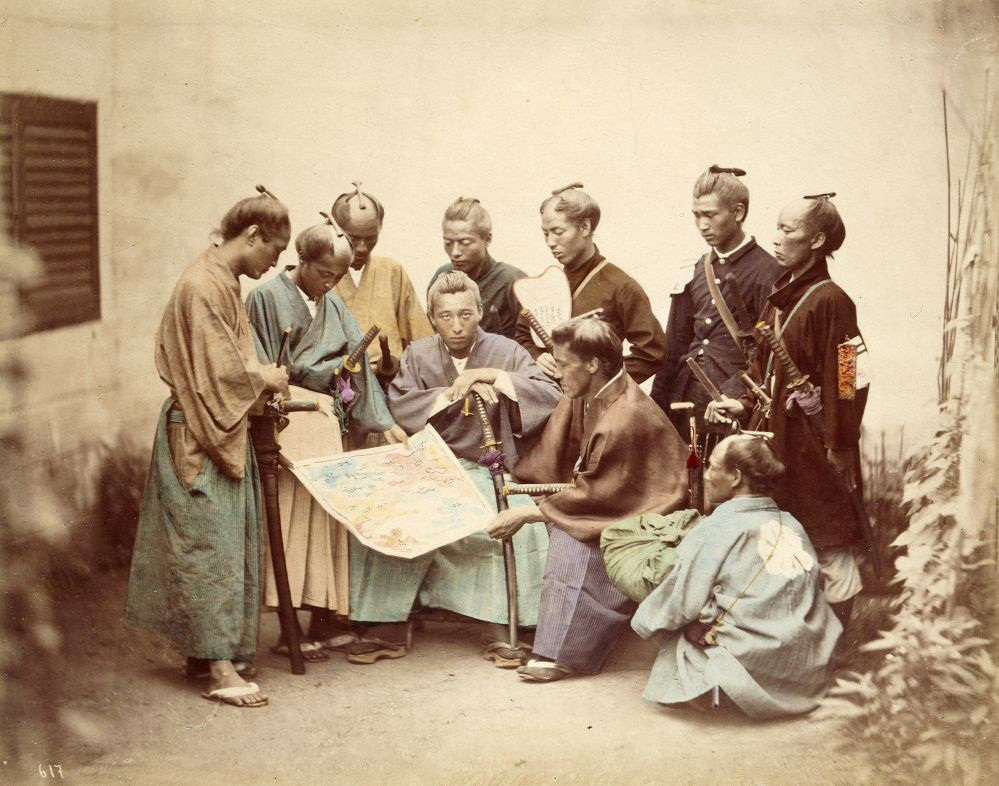
Samouraïs de Satsuma photographiés par Felice Beato pendant la guerre de Boshin.

Le domaine de Satsuma, qui en 1840 compte 25 000 samouraïs, accomplit sa modernisation plus rapidement que le shogunat en raison notamment de sa plus grande ouverture à l'extérieur. En 1854, le domaine dispose déjà d'une fonderie destinée à la production d'armes à feu, à laquelle sont bientôt adjointes une fonderie d'artillerie et trois usines de munitions. Les mauvaises performances de leurs troupes lors du bref conflit de 1863 avec la Grande-Bretagne convainquent les responsables de Satsuma de la nécessité d'approfondir leurs réformes militaires. Par conséquent, le daimyo engage plusieurs officiers français et commence à enrôler des paysans dans l'armée.

#### Chōshū
Il y a 11 000 samouraïs dans le domaine de Chōshū en 1840. Ouvert aux réformes et au moins aussi ambitieux que Satsuma dans celles-ci, Chōshū crée le kiheitai (奇兵隊), une formation mixte de 300 hommes où se mêlent samouraïs, citadins et paysans en uniforme de type occidental, encadrés par des officiers rōnin à la discipline stricte. Une deuxième puis une troisième compagnie sont levées, triplant les effectifs du kiheitai. Face à la diplomatie de la canonnière des puissances occidentales, les volontaires se font plus nombreux et 980 hommes supplémentaires sont formés dans différents shōtai ou milices auxiliaires, l'ensemble représentant 60 unités en 1865. Ils sont intégrés à l'armée de Chōshū et équipés d'armes modernes entre 1865 et 1868.
Au milieu de l'année 1866, le domaine peut compter sur plus de 150 shōtai qui, une fois régularisés et incorporés dans l'armée régulière, portent celle-ci à un total de 14 400 fantassins répartis en 36 bataillons qui constituent le noyau des forces pro-impériales lorsque la guerre éclate.

#### Armée impériale
En avril 1868, l'empereur Meiji lui-même requiert la mobilisation de 60 hommes par unité de 10 000 koku — l'équivalent de 150 kilogrammes de riz, la quantité nécessaire pour nourrir un homme pendant un an — produite dans son domaine. Un sixième des nouvelles recrues doit être envoyé à Kyoto pour former une armée impériale et les autres doivent être placés en garnison dans les domaines seigneuriaux.

## Ouverture des hostilités

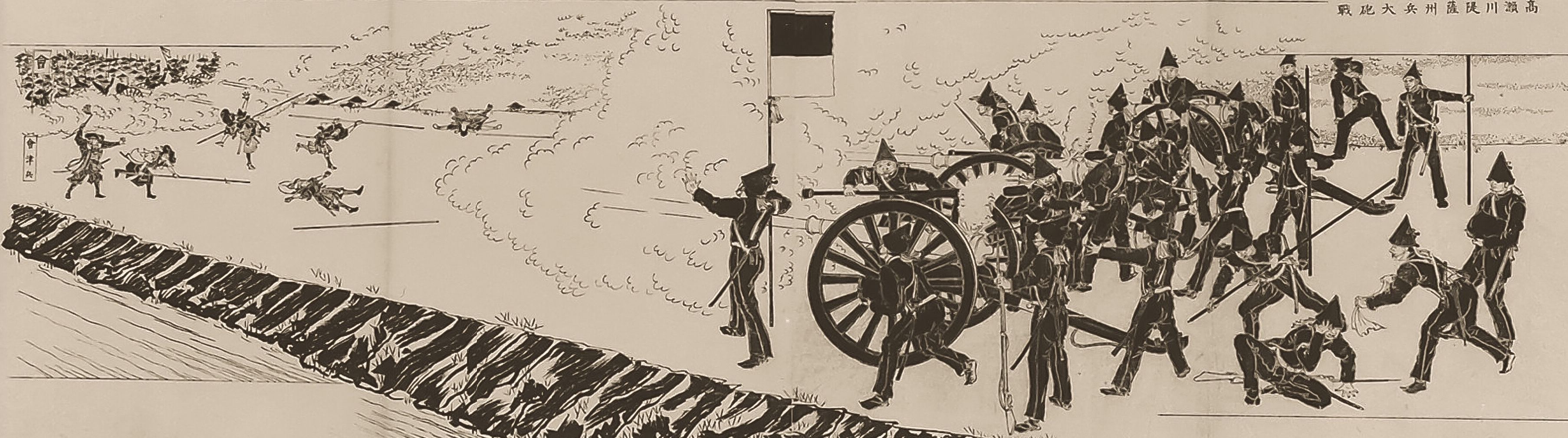
Artilleurs en action pendant la bataille de Toba-Fushimi.

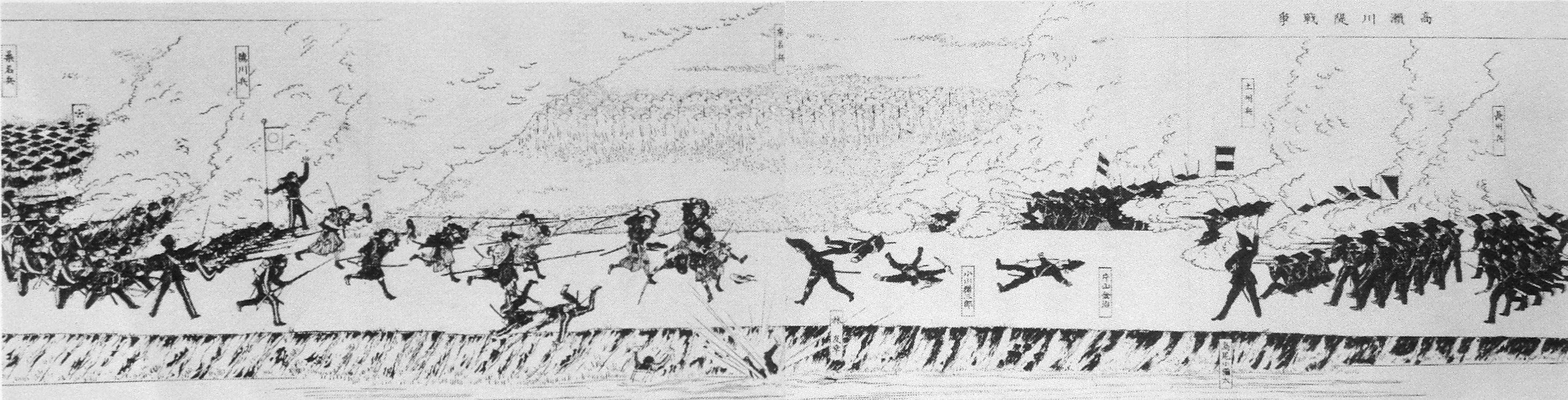
Une unité d'infanterie moderne du shogunat, comprenant un bataillon d'Aizu, affronte des unités semblables de Chōshū et Tosa durant la bataille de Toba-Fushimi.

Le 27 janvier 1868, les troupes du shogun en marche vers Kyoto se heurtent aux armées de Chōshū et Satsuma à proximité de Toba et Fushimi, non loin de l'entrée sud de la capitale, initiant la bataille de Toba-Fushimi. Certaines des unités formées par les conseillers militaires français sont présentes dans l'armée shogunale, forte de 15 000 hommes. Parmi elles se trouvent les samourais du shinsengumi,. Face à des effectifs trois fois supérieurs, les forces de Chōshū et Satsuma sont en infériorité mais ont l'avantage d'être plus modernisées, pouvant notamment compter sur leurs canons Armstrong, leurs fusils Minié et quelques mitrailleuses Gatling.
Au sortir des premiers combats, l'issue de la bataille reste indécise. Le deuxième jour, les défenseurs sont placés sous la bannière impériale et le prince Ninnaji Yoshiaki, parent de l'empereur, est fait commandant en chef, élevant officiellement les forces alliées au rang d'armée impériale (官軍, kangun). De plus, les démarches des partisans de la cour impériale auprès de plusieurs daimyos de la région jusqu'alors fidèles au shogun portent leurs fruits : en février, les domaines de Yodo et Tsu, entre autres, se rallient au camp impérial, faisant pencher la balance des forces en faveur de ce dernier.
Après ces défections, Yoshinobu, ébranlé de surcroît par l'assentiment impérial donné aux actions de Satsuma et Chōshū, quitte Osaka à bord du navire de guerre Kaiyō et se retire à Edo. Démoralisées par la fuite de leur chef et par la trahison de Yodo et Tsu, les troupes shogunales battent en retraite, laissant la victoire aux forces impériales malgré leur avantage initial sur ces dernières. Le château d'Osaka est investi le 1er mars (8 février dans le calendrier Tenpō), mettant fin à la bataille.

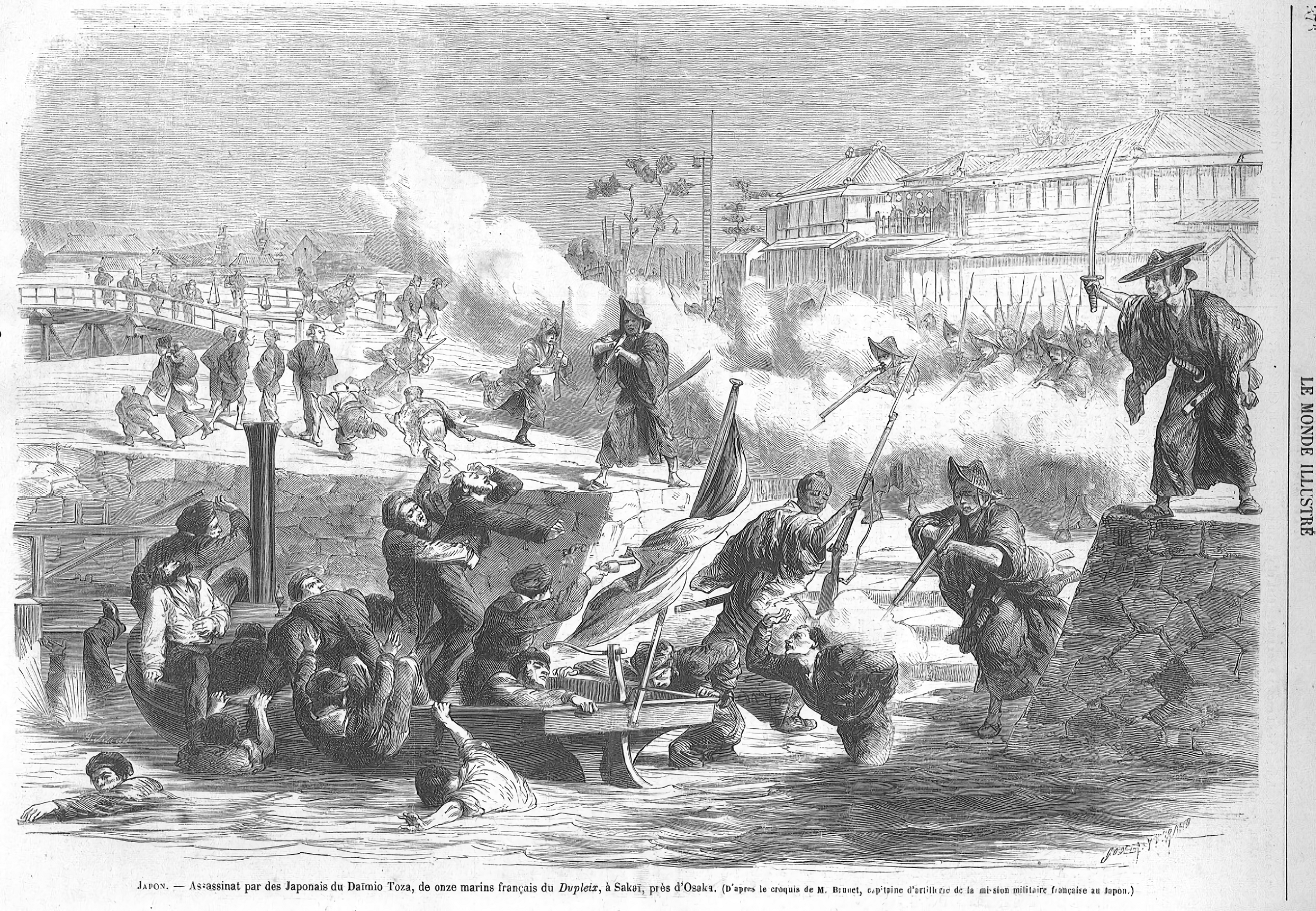
L'incident de Sakai dans Le Monde illustré.

Entre-temps, un jour après que la bataille de Toba-Fushimi a commencé, la marine shogunale et une partie de la flotte de guerre de Satsuma s'opposent dans la bataille d'Awa, dans la baie du même nom près d'Osaka. C'est la deuxième fois que deux forces navales modernes s'affrontent au Japon. La bataille, d'une faible ampleur, s'achève néanmoins par la victoire du shogunat.
Sur le plan diplomatique, les représentants des nations étrangères, rassemblés début février dans le port de Hyōgo (actuel Kobe), publient une déclaration dans laquelle ils considèrent toujours le shogunat comme le gouvernement légitime du Japon, laissant espérer à Yoshinobu une intervention des puissances occidentales en sa faveur — la France, en particulier. Quelques jours plus tard, cependant, une délégation impériale est reçue par les ambassadeurs auxquels elle annonce l'abolition du shogunat et garantit le respect des traités internationaux et la protection des étrangers. Les diplomates réunis s'accordent finalement pour reconnaître le nouveau gouvernement.
La montée des sentiments xénophobes entraîne néanmoins plusieurs attaques contre des étrangers dans les mois qui suivent. Onze marins français de la corvette Dupleix sont tués par des samouraïs de Tosa lors de l'incident de Sakai, près d'Osaka, le 8 mars 1868. Quinze jours plus tard, l'ambassadeur britannique Harry Parkes est assailli par un groupe de samouraïs dans une rue de Kyoto.

## Capitulation d'Edo

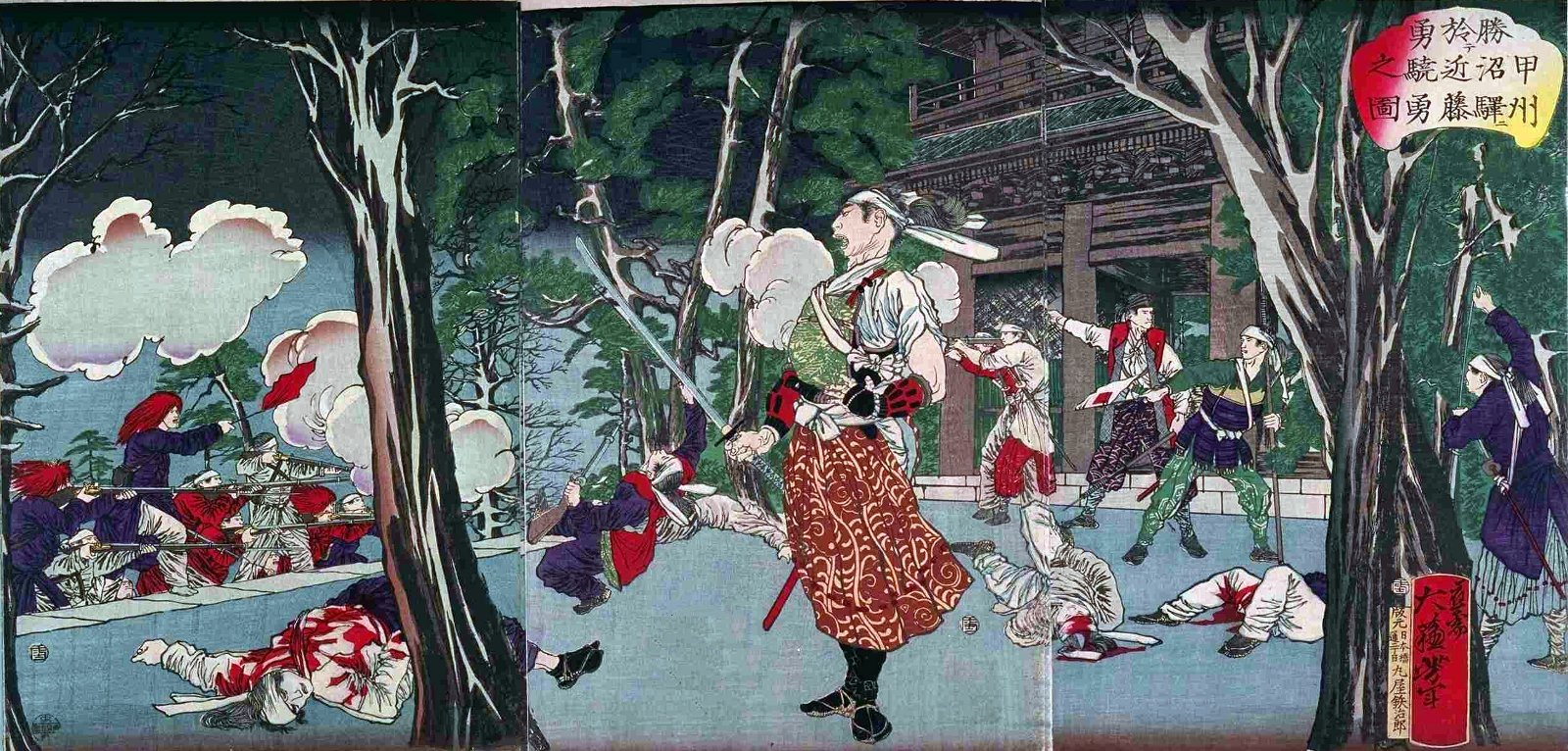
Kondō Isami, chef du shinsengumi, menant ses hommes contre un régiment de Tosa, reconnaissable aux perruques rouges de ses officiers, à la bataille de Kōshū-Katsunuma.

À partir de février, un plan pour stopper la progression des forces impériales à Odawara, qui verrouille la route d'Edo, est élaboré avec l'aide de l'ambassadeur français Léon Roches, mais Yoshinobu le rejette et Roches, mécontent, démissionne. Début mars, à l'instigation de Parkes, les nations étrangères signent un accord de neutralité aux conditions strictes : toute intervention militaire ou livraison d'armes à l'un ou l'autre des belligérants est exclue jusqu'à la résolution du conflit.
Sous le commandement de Saigō Takamori, l'armée impériale victorieuse progresse vers Edo, remportant notamment la bataille de Kōshū-Katsunuma, dans la province de Kai, le 29 mars. Elle parvient finalement à encercler Edo en mai et obtient du chef des armées shogunales Katsu Kaishū la reddition de la ville et de ses troupes. Une partie des troupes des Tokugawa continuent néanmoins à combattre jusqu'à leur défaite à la bataille d'Ueno le 4 juillet 1868,.
Cependant, Enomoto Takeaki, qui commande les forces navales du shogunat, refuse de remettre toute sa flotte entre les mains du camp impérial. Il ne livre que quatre navires, parmi lesquels le Fujiyama, avant de s'échapper vers le Nord avec le reste de la marine shogunale, comprenant huit navires de guerre à vapeur — le Kaiten (ja), le Banryū (ja), le Chiyodagata (ja), le Chōgei (ja), le Kaiyō, le Kanrin, le Mikaho (ja) et le Shinsoku (ja) — et 2 000 hommes, dans l'espoir d'organiser une contre-attaque avec les daimyos septentrionaux. Un petit groupe de conseillers militaires français, dont Jules Brunet, qui a formellement quitté l'armée française au préalable, accompagne les rebelles.

## Résistance de l'alliance du Nord

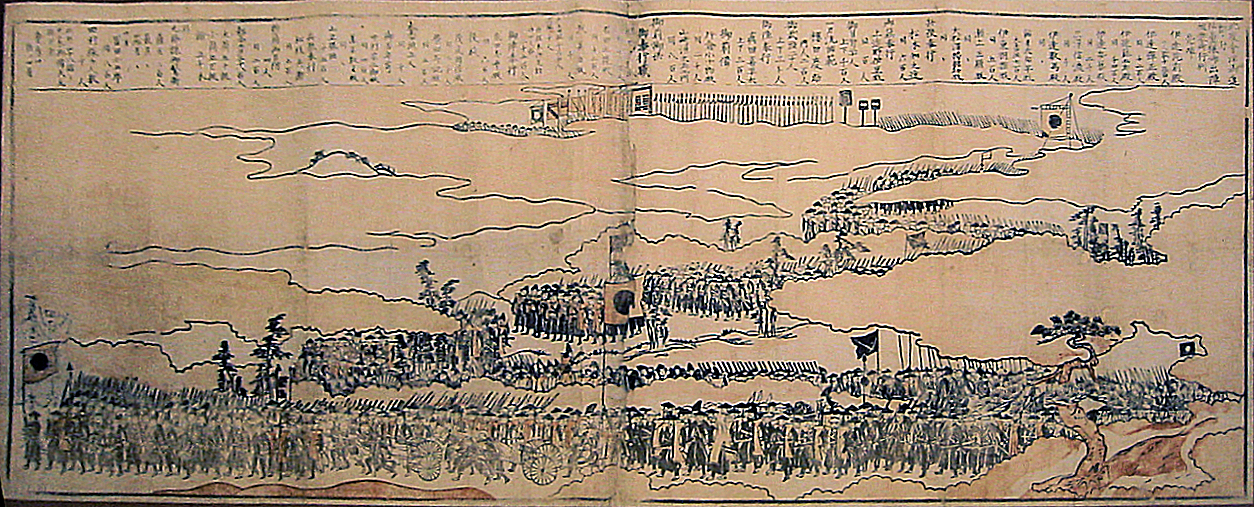
Les troupes de Sendai, mobilisées en avril, se joignent en mai 1868 à la coalition des domaines du Nord.

Après sa reddition, Yoshinobu est assigné à résidence et tous ses titres, terres et prérogatives lui sont retirés. Plus tard, lorsque les nouvelles autorités ont été convaincues qu'il ne convoitait plus le pouvoir, l'ancien shogun est remis en liberté. À l'instar de son ancêtre et lointain prédécesseur Tokugawa Ieyasu, Yoshinobu se retire alors à Shizuoka. À ce stade, la majeure partie du Japon a accepté la reprise en main du gouvernement par l'empereur, mais un noyau de domaines septentrionaux, soutenant Aizu, continue de résister,. En mai 1868, plusieurs de ces daimyos rebelles forment l'Ōuetsu Reppan Dōmei (奥羽越列藩同盟), ou alliance du Nord, pour combattre l'armée impériale. Les forces des domaines de Sendai, Yonezawa, Aizu, Shōnai et Nagaoka constituent le gros des troupes, pour un total de 50 000 hommes, mais la plupart des domaines septentrionaux font partie de l'alliance.
En mai 1868, le daimyo de Nagaoka parvient à infliger de lourdes pertes à l'armée impériale à la bataille de Hokuetsu mais son château est finalement pris le 19 mai. Les troupes impériales progressent vers le Nord, remportant contre les samouraïs du shinsengumi la bataille du col de Bonari, qui leur ouvre la voie vers le château d'Aizuwakamatsu qu'elles investissent lors de la bataille d'Aizu en octobre 1868, rendant la position de Sendai intenable.

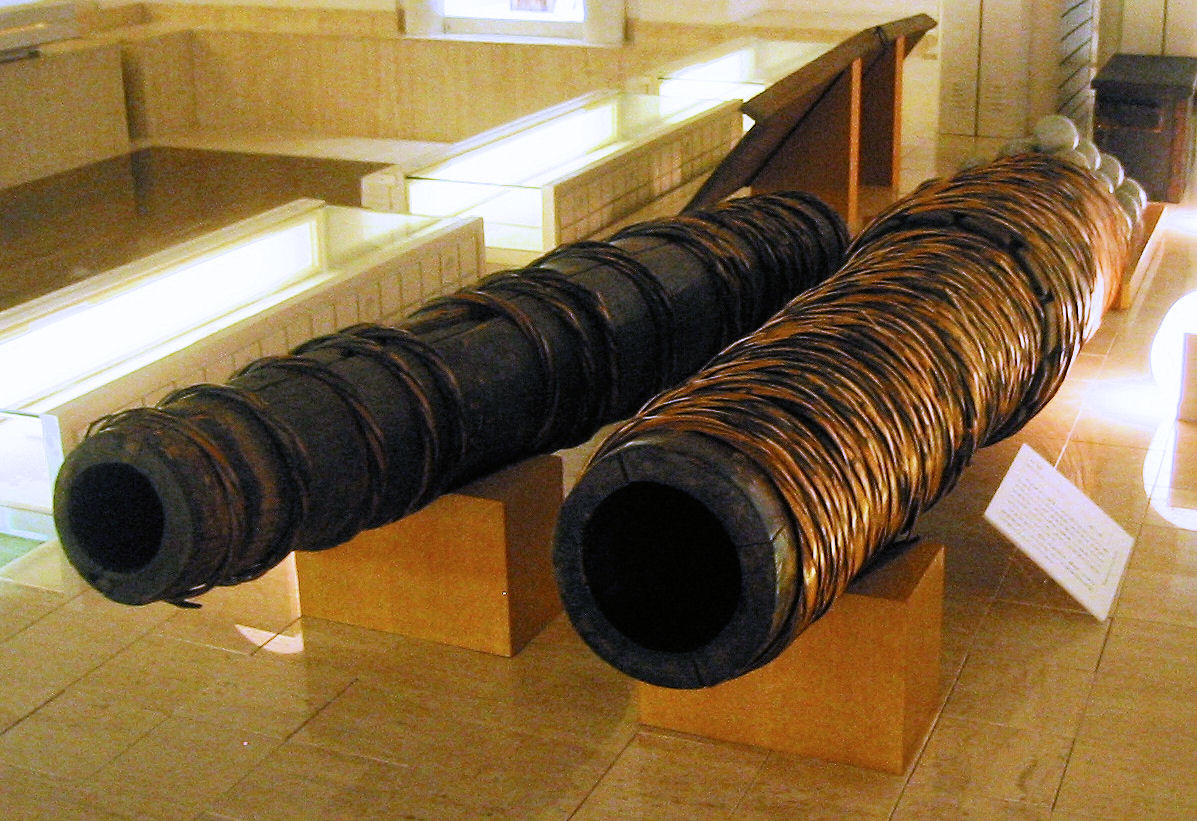
Deux canons de bois utilisés par le domaine de Sendai pendant la guerre de Boshin, au musée de la ville de Sendai.

Entre-temps, la flotte de l'amiral Enomoto a atteint le port de Sendai le 26 août 1868. Bien que les troupes de l'alliance du Nord soient nombreuses, elles sont mal équipées et s'appuient sur des méthodes de combat traditionnelles. Les armes modernes sont rares et des canons en bois, tirant des boulets en pierre, doivent être fabriqués en urgence et renforcés par des cordages, bien qu'ils ne puissent pas tirer plus d'une demi-douzaine de projectiles avant d'éclater. Le daimyo de Nagaoka parvient néanmoins à se procurer deux des trois mitrailleuses Gatling qui se trouvent sur le sol japonais et 2 000 fusils français modernes par l'intermédiaire du marchand d'armes allemand Henry Schnell.
À l'automne, la coalition s'effondre et, le 12 octobre 1868, la flotte d'Enomoto quitte Sendai pour se diriger vers Hokkaidō après s'être adjoint deux navires — l'Oe et le Hōō, que Sendai avait empruntés au shogunat — et 1 000 hommes supplémentaires comprenant les forces restantes de l'armée shogunale, du shinsengumi et du yūgekitai, respectivement sous les ordres d'Ōtori Keisuke, Hijikata Toshizō et Hitomi Katsutarō (ja), ainsi que plusieurs autres conseillers militaires français (Fortant, Garde, Marlin, Bouffier).
Edo est renommée Tokyo le 26 octobre, trois jours après le commencement officiel de l'ère Meiji. Le siège d'Aizu entamé au début du mois se poursuit, culminant dans le suicide collectif d'un groupe de jeunes combattants du byakkotai (白虎隊, « compagnie du tigre blanc »), l'une des unités de l'armée d'Aizu. Après une longue bataille d'un mois, le domaine reconnaît sa défaite le 6 novembre.

## Campagne d'Hokkaidō

### Fondation de la république d'Ezo

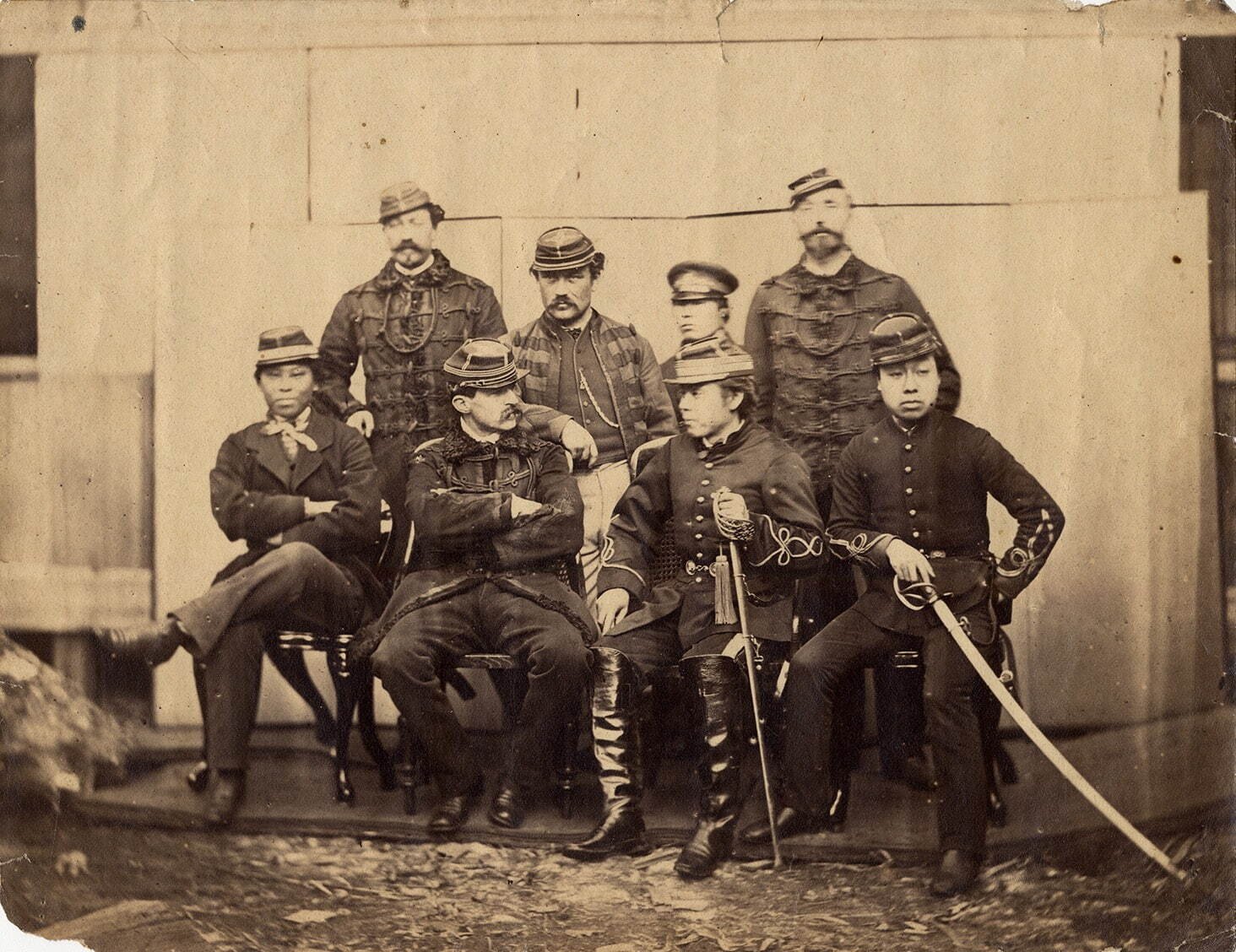
Les conseilleurs militaires français et leurs alliés japonais à Hokkaidō.

À Hokkaidō, l'amiral Enomoto et la poignée de loyalistes et de conseillers français qui l'ont suivi mettent en place un gouvernement avec l'objectif de faire de l'île une nation indépendante et de se consacrer à son développement. En janvier 1869, ils établissent officiellement la république d'Ezo, la seule de l'histoire du Japon, en s'inspirant des institutions américaines, et Enomoto est élu président à une large majorité par un corps électoral principalement composé de samouraïs. Le nouveau régime prend contact avec les puissances étrangères qui disposent d'une représentation diplomatique à Hakodate, comme les États-Unis, la France et la Russie, mais ne parvient à obtenir ni reconnaissance officielle ni soutien de leur part. Enomoto propose que les Tokugawa se voient confier Hokkaidō et en assurent le gouvernement au nom de l'empereur mais les autorités impériales refusent.
Durant l'hiver, la république d'Ezo renforce ses défenses autour d'Hakodate, principal point d'entrée d'Hokkaidō, avec le Goryōkaku, une forteresse de construction récente, au centre du complexe. Les troupes sont placées sous commandement franco-japonais, le capitaine français Jules Brunet secondant le commandant en chef Ōtori Keisuke, et réparties entre quatre brigades. Chacune d'entre elles est encadrée un officier français — précisément : Fortant, Marlin, Cazeneuve et Bouffier — et divisée en huit semi-brigades sous commandement japonais.

### Derniers combats

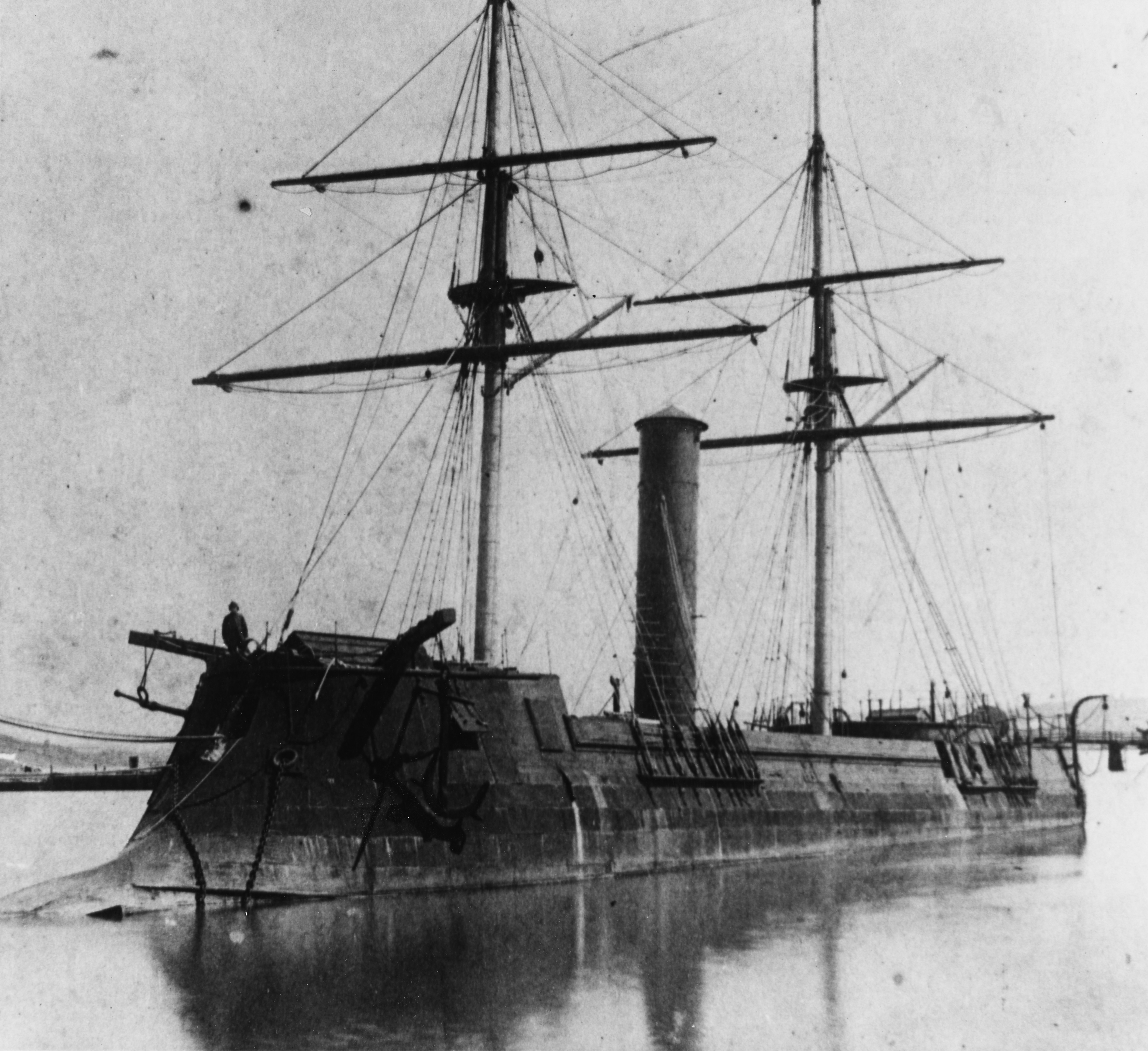
Le cuirassé Kōtetsu, anciennement CSS Stonewall.

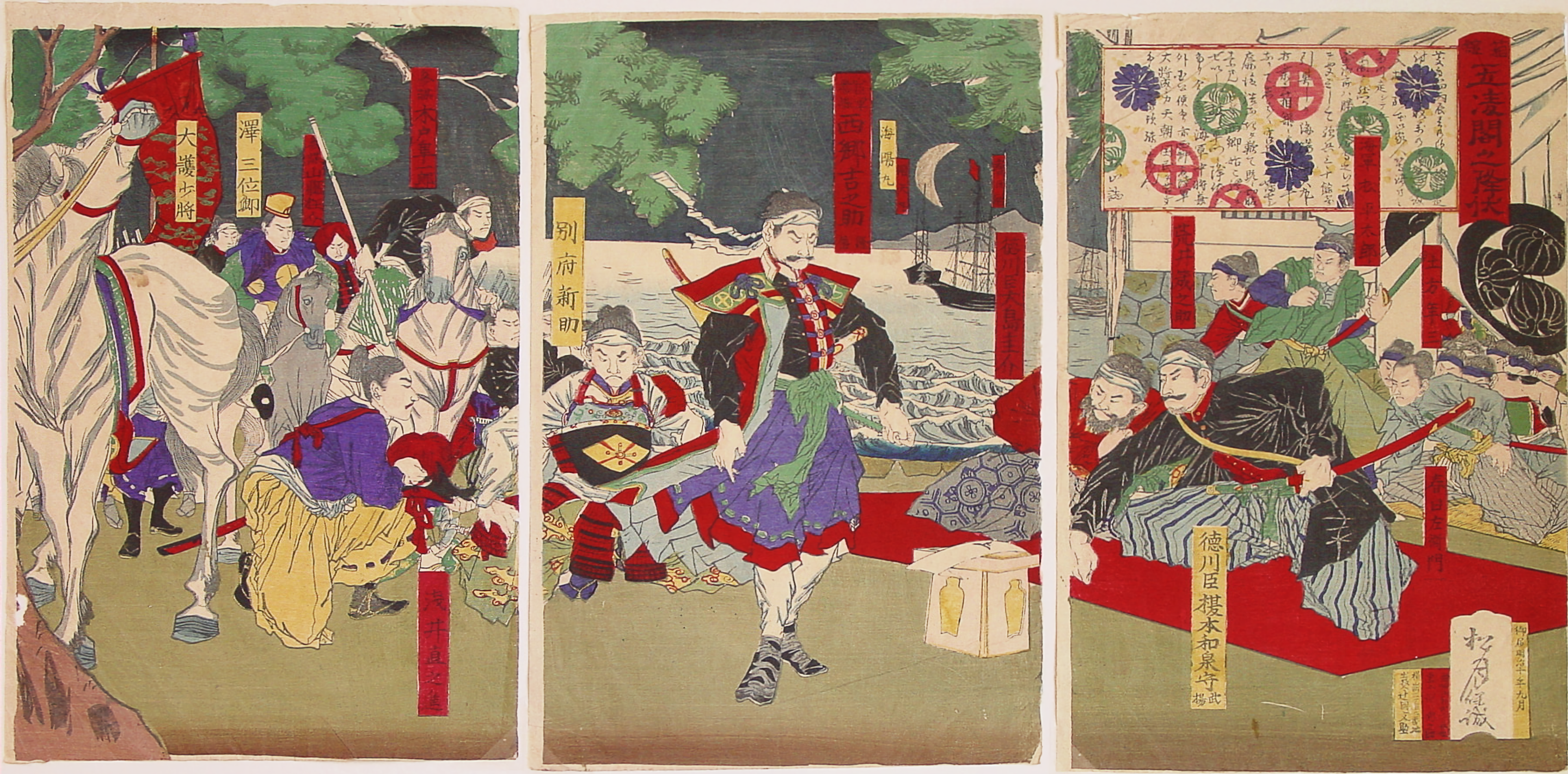
Hayakawa Shōzan, La reddition du Goryōkaku (par les rebelles d'Ezo).

La marine impériale atteint le port de Miyako, dans l'actuelle préfecture d'Iwate, le 20 mars mais les rebelles, anticipant l'arrivée des navires impériaux, élaborent un plan audacieux pour s'emparer du cuirassé Kōtetsu. Sous les ordres du commandant du shinsengumi Hijikata Toshizō, trois navires de guerre lancent une attaque surprise le 6 mai 1869, aujourd'hui connue comme la bataille de la baie de Miyako. L'expédition est cependant un échec en raison du mauvais temps, de problèmes de moteur et de l'usage décisif par la marine impériale d'une mitrailleuse Gatling pour repousser les tentatives d'abordage des samouraïs d'Ezo.
Après avoir consolidé leurs positions dans le reste du Japon, les forces impériales lancent leur assaut sur Hokkaidō en avril, envoyant une flotte de guerre et 7 000 fantassins pour vaincre la république d'Ezo et initiant la bataille de Hakodate. Elles progressent rapidement, dominent la flotte d'Ezo lors de la bataille de la baie de Hakodate, dans ce qui est le premier affrontement naval moderne à grande échelle du Japon, et le Goryōkaku est encerclé et assiégé. Voyant la partie perdue, les conseillers militaires français s'échappent à bord du Coëtlogon, un navire français qui se trouve alors dans la baie d'Hakodate sous le commandement d'Abel Bergasse Du Petit Thouars, et sont rapatriés en France après une escale à Yokohama. Le gouvernement japonais demande qu'ils soient jugés dans leur pays pour leurs actes mais en raison, notamment, de la popularité dont ils jouissent en France, aucun procès n'a lieu.
Invité à déposer les armes, Enomoto s'y refuse dans un premier temps et fait envoyer les codes navals qu'il avait rapportés de Hollande au chef des troupes impériales, le général Kuroda Kiyotaka, afin de ne pas risquer leur destruction dans les combats, mais Ōtori Keisuke persuade finalement l'amiral de se rendre en lui faisant valoir qu'admettre la défaite et continuer à vivre est la seule attitude véritablement courageuse : « Mourir est facile, vous pouvez le faire à tout moment. » Enomoto capitule le 27 juin 1869 et se soumet au nouveau gouvernement impérial ; la république d'Ezo cesse d'exister.

## Conséquences

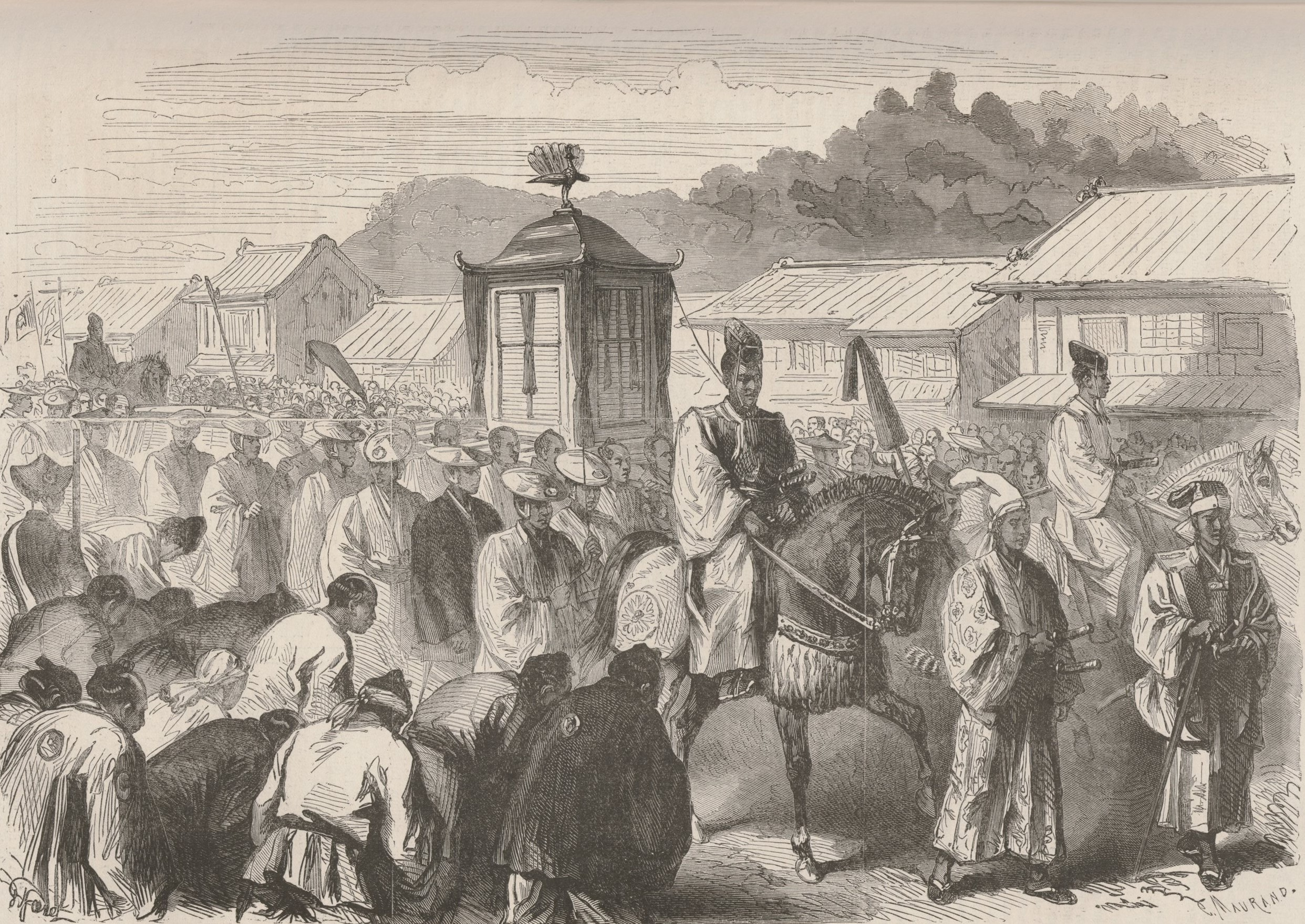
L'empereur Meiji se rendant de Kyoto à Tokyo à la fin de 1868 (Le Monde illustré, 20 février 1869).

Sur les 120 000 hommes qui ont été mobilisés dans le conflit, environ 8 200 ont été tués et plus de 5 000 ont été blessés. Après sa victoire, le nouveau gouvernement procède à l'unification du pays sous l'autorité de la cour impériale. L'empereur quitte Kyoto et établit sa résidence officielle dans la capitale renommée Tokyo à la fin de l'année 1868. Les domaines féodaux (han) se voient progressivement ôter leurs prérogatives politiques et militaires avant d'être finalement abolis en 1871 et remplacés par des préfectures dont les gouverneurs sont nommés par l'empereur,.
Une réforme majeure est entreprise qui exproprie et abolit la classe des samouraïs, permettant à un grand nombre d'entre eux de se reconvertir en rentrant au service de l'État ou en se lançant dans les affaires, mais précipitant aussi beaucoup d'autres dans la pauvreté. Les domaines méridionaux de Satsuma, Chōshū et Tosa ayant joué un rôle décisif dans la victoire du camp impérial, leurs responsables occupent une place dominante dans la nouvelle administration pendant plusieurs décennies après la guerre, formant une classe dirigeante parfois appelée « oligarchie de Meiji » (藩閥) ou, dans un sens plus restreint, genrō (元老). En 1869, le sanctuaire Yasukuni est bâti à Tokyo pour honorer la mémoire des victimes de la guerre de Boshin.
Certains des partisans les plus notables de l'ancien shogun sont emprisonnés et échappent de peu à l'exécution. Ils doivent en grande partie cette clémence à Saigō Takamori et Iwakura Tomomi qui usent de leur influence en ce sens avec le soutien de l'ambassadeur britannique Harry Parkes lequel, selon Ernest Satow, avertit le premier qu'une trop grande sévérité envers Yoshinobu ou ses partisans, notamment sous la forme de châtiments corporels, « porterait atteinte à la réputation du nouveau gouvernement auprès des puissances européennes. » Après deux ou trois ans d'emprisonnement, la plupart des captifs sont relâchés et appelés au service du nouveau régime au sein duquel plusieurs d'entre eux connaîtront une brillante carrière. Enomoto Takeaki, par exemple, se voit confier successivement après son pardon plusieurs postes ministériels — notamment le portefeuille de l'Éducation — et missions diplomatiques d'importance,,,.

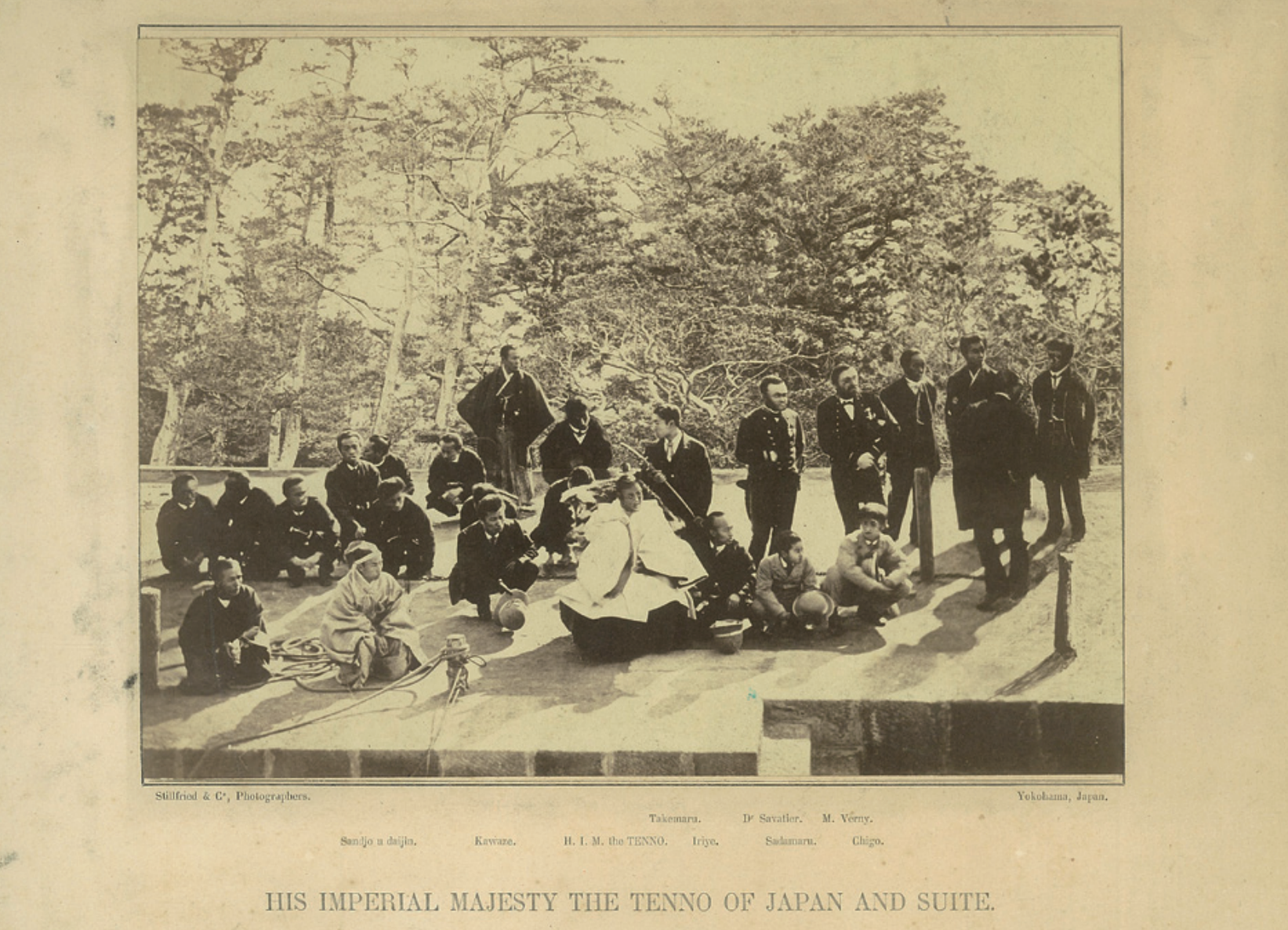
L'empereur Meiji visitant l'arsenal de Yokosuka avec des ingénieurs étrangers en 1872.

En dépit de son engagement initial à réduire l'influence étrangère au Japon, le camp impérial, une fois au pouvoir, s'engage dans une politique de modernisation à l'occidentale avec l'objectif d'obtenir une renégociation des traités inégaux avec les grandes puissances, adoptant pour slogan « enrichir le pays, renforcer l'armée » (富国強兵, fukoku kyōhei).
Des signes précurseurs de ce changement d'attitude sont visibles dès les premiers mois de la guerre civile : le 8 avril 1868, de nouvelles pancartes condamnant explicitement les violences contre les étrangers sont affichées à Kyoto et, plus tard, dans le reste du pays. Pendant le conflit, l'empereur Meiji reçoit des diplomates européens en personne, d'abord à Kyoto puis, plus tard, à Osaka et Tokyo. Enfin, en recevant à Tokyo un membre de la famille royale britannique, Alfred, duc d'Édimbourg, comme son égal, l'empereur accomplit un geste sans précédent.
Bien que les débuts de l'ère Meiji voient une amélioration des relations de la cour impériale avec les puissances étrangères, le Japon et la France se retrouvent temporairement brouillés en raison du soutien initial des Français au shogun. Cependant, la rupture est de courte durée et, dès 1872, une deuxième mission militaire française est conviée au Japon, suivie par une troisième en 1884. Une collaboration plus étroite s'engage en 1886 lorsque la France assiste le Japon dans la construction de la première grande flotte moderne de la marine impériale sous la supervision de l'ingénieur naval Louis-Émile Bertin. La modernisation du pays, entamée dans les dernières années du shogunat, devient ainsi à son tour la politique du gouvernement de Meiji,.

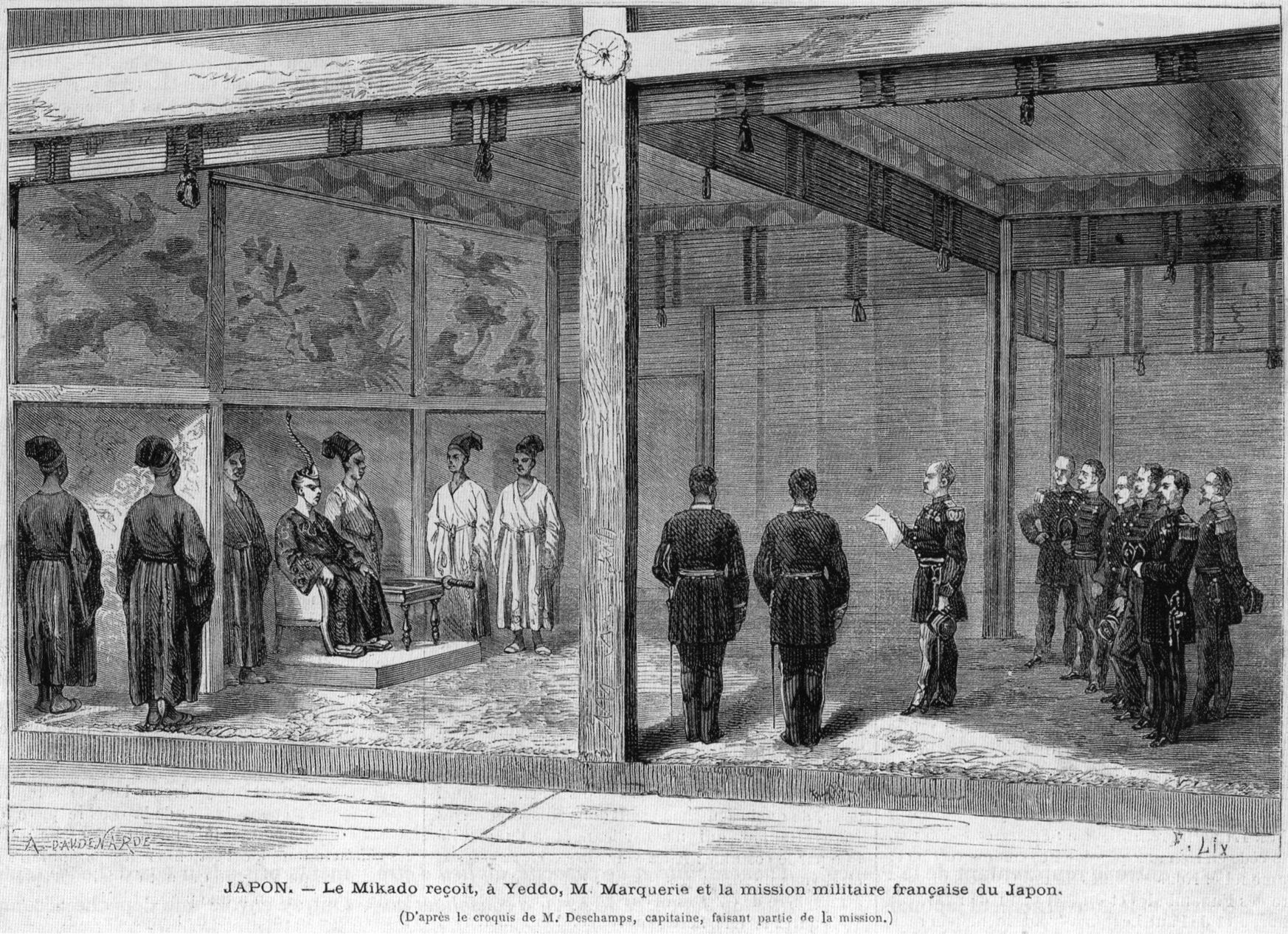
L'empereur Meiji reçoit la deuxième mission militaire française en 1872 (Le Monde illustré, 1 février 1873).

Lors de son intronisation, Meiji promulgue la Charte du serment (五箇条の御誓文, gokajō no goseimon, « serment en cinq articles »), appelant de ses vœux l'établissement d'assemblées délibératives, promettant l'ouverture de nouvelles opportunités aux gens du commun, répudiant les « funestes coutumes du passé » et encourageant la recherche du savoir à travers le monde pour « renforcer les fondations du gouvernement impérial »,. Les réformes politiques culminent en 1889 avec la promulgation de la constitution de Meiji. S'ils soutiennent la cour impériale, les samouraïs perçoivent en grande partie ces changements comme une menace pour leur statut et leurs intérêts. La création d'une armée de conscrits recrutés parmi les roturiers ainsi que la perte, pour les samouraïs, de leur prestige et de leurs revenus héréditaires, mécontentent beaucoup d'entre eux.
Les tensions montent particulièrement dans le Sud, conduisant à la rébellion de Saga en 1874 puis à celle de Chōshū en 1876. En 1877, un groupe d'anciens samouraïs menés par Saigō Takamori, qui a quitté le gouvernement en raison d'un désaccord en matière de politique étrangère, déclenchent la rébellion de Satsuma. Proclamant combattre pour la sauvegarde de leur classe et l'établissement d'un gouvernement plus vertueux, ils se rangent derrière le slogan « nouveau gouvernement, haute vertu » (新政厚徳, shinsei kōtoku). Ils sont néanmoins vaincus par l'armée impériale à la bataille de Shiroyama en septembre,.

## Postérité

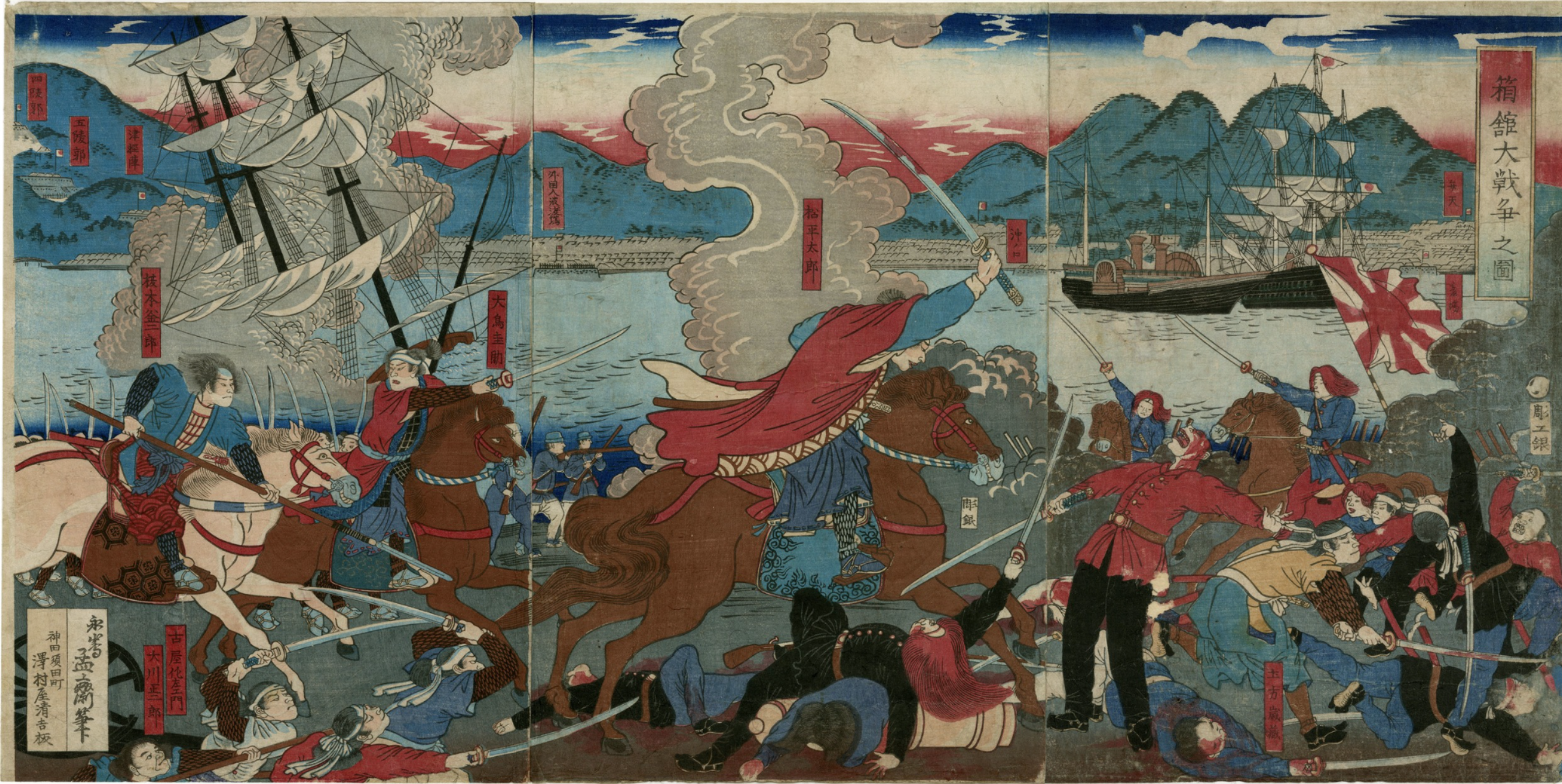
Estampe nishiki-e des années 1870 offrant une vision romancée de la bataille de Hakodate.

Dans les récits contemporains, la restauration de Meiji est souvent décrite comme une « révolution sans effusion de sang » ayant initié la modernisation soudaine et rapide du Japon. Les faits laissent cependant voir un conflit violent durant lequel un total de 120 000 hommes ont été mobilisés et 3 500 au moins ont péri sur le champ de bataille, sans compter les nombreuses victimes d'attaques terroristes. Bien que les armes et les méthodes de combat traditionnelles soient restées largement utilisées, les deux camps ont pu employer des équipements parmi les plus modernes de l'époque, comme les cuirassés et les mitrailleuses Gatling, ainsi que des techniques militaires modernes introduites par les conseillers occidentaux.
La guerre de Boshin a inspiré de nombreuses œuvres littéraires, dramatiques ou cinématographiques de genres différents au Japon. Parmi les plus notables se trouvent Mibu gishi-den, un roman en quatre volumes de Jirō Asada faisant le récit du conflit ; When the Last Sword Is Drawn, une adaptation de ce roman au cinéma réalisée par Yōjirō Takita et sortie en 2002 ; une série télévisée de dix heures de type jidai-geki diffusée en 2002, également adaptée du roman d'Asada et marquée par la présence de l'acteur Ken Watanabe ; et le manga Kenshin le vagabond de Nobuhiro Watsuki dont l'action prend place pendant la guerre et dans les années qui suivent celle-ci.
En Occident, la guerre de Boshin est notoirement représentée dans le film américain Le Dernier Samouraï, réalisé par Edward Zwick et sorti en 2003, qui amalgame dans un seul récit le conflit lui-même, la rébellion de Satsuma et d'autres révoltes de samouraïs similaires de la période. Dans le film, les éléments relatifs à la modernisation précoce des formes armées japonaises ainsi qu'à l'implication de conseillers militaires étrangers font référence à la guerre de Boshin et aux événements des années qui précèdent celle-ci. Cependant, la résistance héroïque des samouraïs commandés par Katsumoto — personnage ressemblant à Saigō Takamori — contre la nouvelle armée impériale modernisée trouve son inspiration dans la rébellion de Satsuma, postérieure.
La campagne principale de l'extension Fall of the Samurai du jeu Total War: Shogun 2, sortie en 2012 et développée par Creative Assembly, prend pour cadre la guerre de Boshin. Le joueur peut combattre avec différents clans historiques, comme le domaine de Satsuma du côté impérial ou le domaine d'Aizu du côté du shogun.